# Báo săn
Báo săn (Acinonyx jubatus) (tiếng Anh: Cheetah), còn được gọi là Báo ghê-pa (do phiên âm từ tiếng Pháp guépard hay tiếng Nga гепард) là một loài thuộc Họ Mèo và được xếp vào nhóm mèo lớn (theo tiêu chuẩn mở rộng) thuộc bộ ăn thịt nhưng có kích thước và tầm vóc nhỏ hơn nhiều so với bốn loài mèo lớn thực thụ (hổ, sư tử, báo đốm và báo hoa mai). Một số người thường nhầm lẫn loài này với báo đốm (ở châu Mỹ) hoặc báo hoa mai (loài báo có ở Việt Nam, còn báo săn sống ở châu Phi.)
Đây là loài mèo được biết đến với tốc độ siêu việt có thể đạt đến 120 km/h với cấu trúc cơ thể thon gọn, mảnh mai và cao nhỏng, báo săn được thiết kế sinh học để trở thành loài có vận tốc nhanh nhất trong họ nhà mèo. Chúng là loài động vật chạy nhanh nhất trên đất liền, và là một trong những tay săn mồi cừ khôi nhất trên thảo nguyên Châu Phi
 (với tỷ lệ săn mồi thành công lên đến 70%). Hiện nay, báo săn đang thuộc diện nguy cấp và đang giảm dần về số lượng.

## Tên gọi và phân loài
Có nhiều tên gọi chỉ về loại báo này nhưng tên gọi thông dụng nhất là báo Ghê-pa hay viết tắt là Gêpa (do phiên âm từ tiếng Pháp guépard hay tiếng Nga гепард). Trong tiếng Anh loài báo này được biết đến với cái tên thông dụng báo Cheetah một số tài liệu còn nhầm lẫn tên gọi của loài báo này với báo đốm, báo hoa , báo gấm… Trong thời kỳ Ấn Độ là thuộc địa của Anh thì loài báo này là nổi tiếng bằng tên báo săn bắn một tên có nguồn gốc từ những con báo đã được giữ trong điều kiện nuôi nhốt với số lượng lớn của hoàng gia Ấn Độ để săn linh dương hoang dã (Trong một số ngôn ngữ tất cả các loài cheetah vẫn được gọi là chính xác là báo săn, ví dụ như tiếng Hà Lan: Jachtluipaard).
Một số phân loài:
- Báo săn châu Á (Acinonyx jubatus venaticus): châu Á (Afghanistan, Ấn Độ, Iran, Iraq, Israel, Jordan, Oman, Pakistan, Ả Rập Xê Út, Syria, Nga).
- Báo săn Tây Bắc châu Phi (Acinonyx jubatus hecki): Tây Bắc châu Phi (Algérie, Djibouti, Ai Cập, Mali, Mauritanie, Maroc, Niger, Tunisia) và Đông châu Phi như (Bénin, Burkina Faso, Ghana, Mali, Mauritania, Niger, và Sénégal)
- Báo săn Đông Phi (Acinonyx jubatus raineyii): (Kenya, Somalia, Tanzania, và Uganda)
- Báo săn Đông Nam Phi (Acinonyx jubatus jubatus) (Angola, Botswana, Cộng hòa Congo, Mozambique, Malawi, Nam Phi, Tanzania, Zambia, Zimbabwe và Namibia)
- Báo săn Trung Phi (Acinonyx jubatus soemmeringii): vùng Trung châu Phi như (Cameroon, Chad, Cộng hòa Trung Phi, Ethiopia, Nigeria, Niger, và Sudan)
- Acinonyx jubatus velox

## Phân bố
Báo săn sống chủ yếu thảo nguyên châu Phi và một số vùng ở Tây Nam Á như Iran (tỉnh Khorasan). Theo số lượng thì báo săn sống nhiều nhất ở Namibia, phía nam châu Phi. Namibia là nước có nhiều báo săn nhất, với khoảng 3.000 con, chiếm 1/4 tổng số báo săn trên thế giới. Theo đánh giá của các nhà hoạt động bảo tồn, Namibia chính là một trong những khu vực trú ẩn cuối cùng của loài thú bị đe doạ tuyệt chủng này. Iran còn khoảng 50 cá thể và các nhà bảo tồn đang thực hiện các bước để bảo vệ chúng Báo săn phát triển mạnh trong khu vực rộng lớn nơi có con mồi phong phú, nó thích sống trong một không gian sinh cảnh mở chẳng hạn như vùng bán sa mạc, thảo nguyên xa van. Ở Namibia, nó sống ở những vùng đồng cỏ, thảo nguyên, khu vực dày đặc thực vật và địa hình miền núi.
Về tổ tiên, trước đây, hộp sọ báo Acinonyx jubatus lâu đời nhất được tìm thấy ở Trung Quốc có niên đại khoảng 2,2 dến 2,5 triệu năm. những phân tích hóa thạch được tìm thấy cho biết chi báo săn lớn nhất đã tuyệt chủng có niên đại 1,8 triệu năm và cân nặng khoảng 220 pound (110 kg) tức là nặng gấp đôi các con báo săn hiện tại. Trước đây, khu vực Dmanisi từng là thung lũng rừng và các đồng cỏ, các khoảng đất trống để báo săn mồi. Ở đây, tổ tiên của báo săn có khả năng săn linh dương, ngựa vì chúng có khả năng chạy rất nhanh như một vận động viên đến đoạn nước rút và dùng hàm răng siết họng con mồi Trước đây, tổ tiên của báo săn khả năng phát triển rất mạnh giống như một kẻ sát nhân đẫm máu, trung bình mỗi con báo săn khoảng 7.500 kg thịt (16.500 lbs) con mồi mỗi năm, nhiều hơn bất kỳ động vật ăn thịt nào khác. Các con báo giết chết con mồi, ăn một phần và để lại nhiều thức ăn dư thừa cho các loài động vật khác. Ngày nay, các nhà nghiên cứu đã phát hiện thấy mọi con báo săn đều có bộ gene tương tự nhau, đến mức bộ da của con này cấy ghép vào con kia đều không tạo ra phản ứng miễn dịch nào.

## Cấu trúc cơ thể

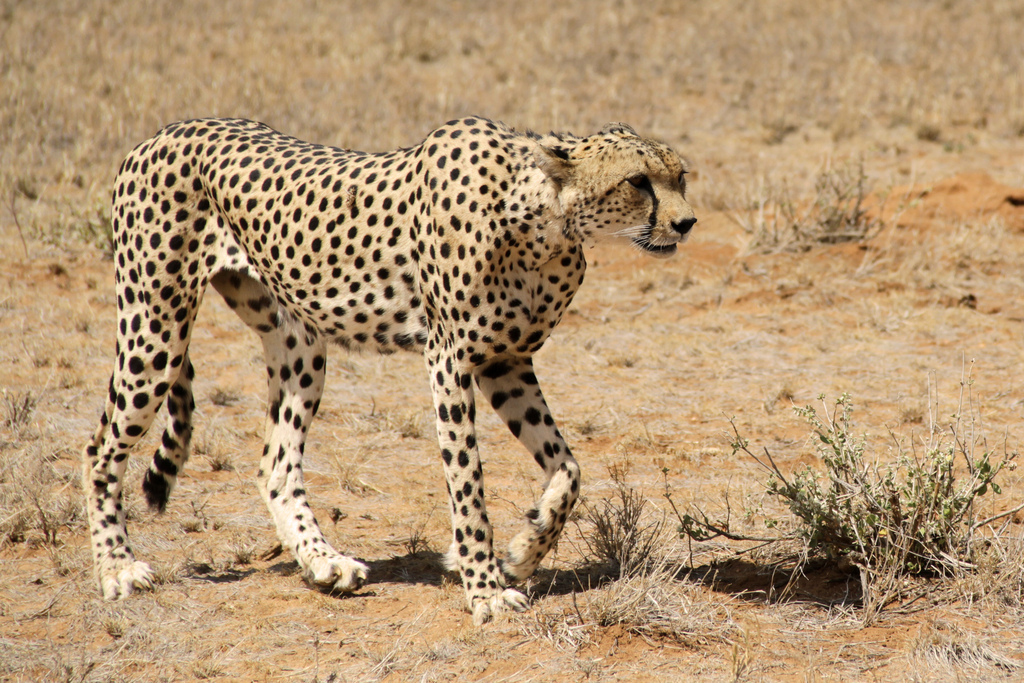
Cấu trúc cơ thể thon gọn của báo săn thích hợp với việc đua tốc độ

Báo săn là động vật có cấu trúc thân hình gần như hoàn hảo dành cho việc đua tốc độ nước rút, những thiết kế cơ thể của tự nhiên đã chọn lọc ra loài phù hợp với tốc độ cao. Báo săn có thân hình thon dài, phần đầu nhỏ, gọn, mõm ngắn, bụng thon, chân dài, khoẻ và lưng dài uyển chuyển giúp báo có thể đạt tốc độ tối đa. Một con báo săn trưởng thành cân nặng trung bình vào khoảng 65 đến 70 kg thậm chí lên đến 72 kg (160 lb). Tổng chiều dài cơ thể từ 1,1 m đến 1,5 m (43 đến 59 in), báo săn trưởng thành có thể dài từ 1,5m đến 2m. Chưa kể cái đuôi dài 60 đến 84 cm (24 đến 33 in), Những số đo đều cho thấy loài này xứng đáng thuộc hàng siêu mẫu trong giới họ nhà mèo nói riêng và giới động vật nói chung với cái bụng thon không có mỡ thừa và dáng dài.
Sự phân bố các bó cơ của Gepard ở chi sau có sự cấu tạo khác biệt so với mèo và chó. Các bó cơ ở các chi của các loài này được chia làm ba loại, loại thứ nhất sinh ra lực yếu nhưng có sức bền tốt, loại thứ hai sinh ra lực mạnh hơn cho tốc độ chạy nhanh hơn với sức chịu đựng trung bình, loại thứ ba tạo ra lực chạy cực mạnh nhưng có sức chịu đựng kém. Báo Gepard có các bó cơ loại 1 được phân bố ở các chi trước và 2 chi sau là sự phân bố tập trung của các bó cơ loại 3. Chi trước của Gepard đảm nhận chức năng cân bằng và giảm tốc. Tốc độ khủng khiếp của chúng do hoạt động của 2 chi sau, sải chân có thể đạt 8m.
Về cấu trúc, phần xương ống được thiết kế hoàn hảo, bộ khung xương của báo săn nhẹ và đặc biệt là khoảng 60% khối lượng cơ bắp định vị trên xương sống, xương sống kéo dài và chụm lại bổ sung lực giúp cho sải chân của nó rộng thêm 0,7m giúp nó đạt gần 8m trong mỗi bước chạy và con báo chỉ cần 04 bước là đạt tốc độ tối đa trong điều kiện không có vật cản. Đây là bí quyết cho những sải chân thần tốc, giúp nó có thể thực hiện 01 cuộc tăng tốc ngoạn mục từ 0 đến 95 km chỉ trong vòng 03 giây.. Bộ xương chân chắc khỏe chính là bộ phận giảm chấn giúp chúng phân tán lực có thể làm gãy chân người. Bên cạnh đó, báo có cấu tạo với một sợi giây chằng kết nối trực tiếp cổ với cột sống cho phép nó ổn định hình ảnh quang học giúp nó ngay khi ở tốc độ cao cổ và đầu hoàn toàn ổn định di chuyển thẳng về phía trước như một mũi tên làm tăng độ chính xác khi đuổi theo và tiêu diệt con mồi.
Đặc điểm khác biệt của loài báo này khác với anh em họ hàng của mình (họ Mèo) là các móng không co lại được. Để duy trì tốc độ, con báo dựa vào bộ móng vuốt quan trọng này, không giống loài mèo, báo săn là động vật trong họ nhà mèo mà móng vuốt không thu vào trong và không rút lại hết vì chúng phải dùng móng để bám chặt vào đất và với bộ móng vuốt được thiết kế như thế, điều này giúp nó tạo ra lực kéo liên tục và tạo phạm vi di chuyển rộng nhất nó đóng vai trò như đinh dày của các vận động viên điền kinh, tạo nên một lực đẩy bổ sung rất đáng kể.
Báo săn là loài mèo có móng vuốt phụ với cái móng nhỏ dài 2,5cm được đính vào kheo chân và đây là móng vuốt duy nhất không chạm mặt đất khi nó chạy nên cũng là móng vuốt sắc nhọn nhất, báo săn dùng nó để cắm vào hông con mồi những móng vuốt phụ cắm sâu vào con mồi sẽ làm nó khó cục cựa được và thường thuận thế tốc độ để đẩy con mồi mất thăng bằng xuống trước mặt, báo có thể khiến con mồi như con linh dương 60 kg ngã trên mặt đất, bằng một đòn điệu nghệ.

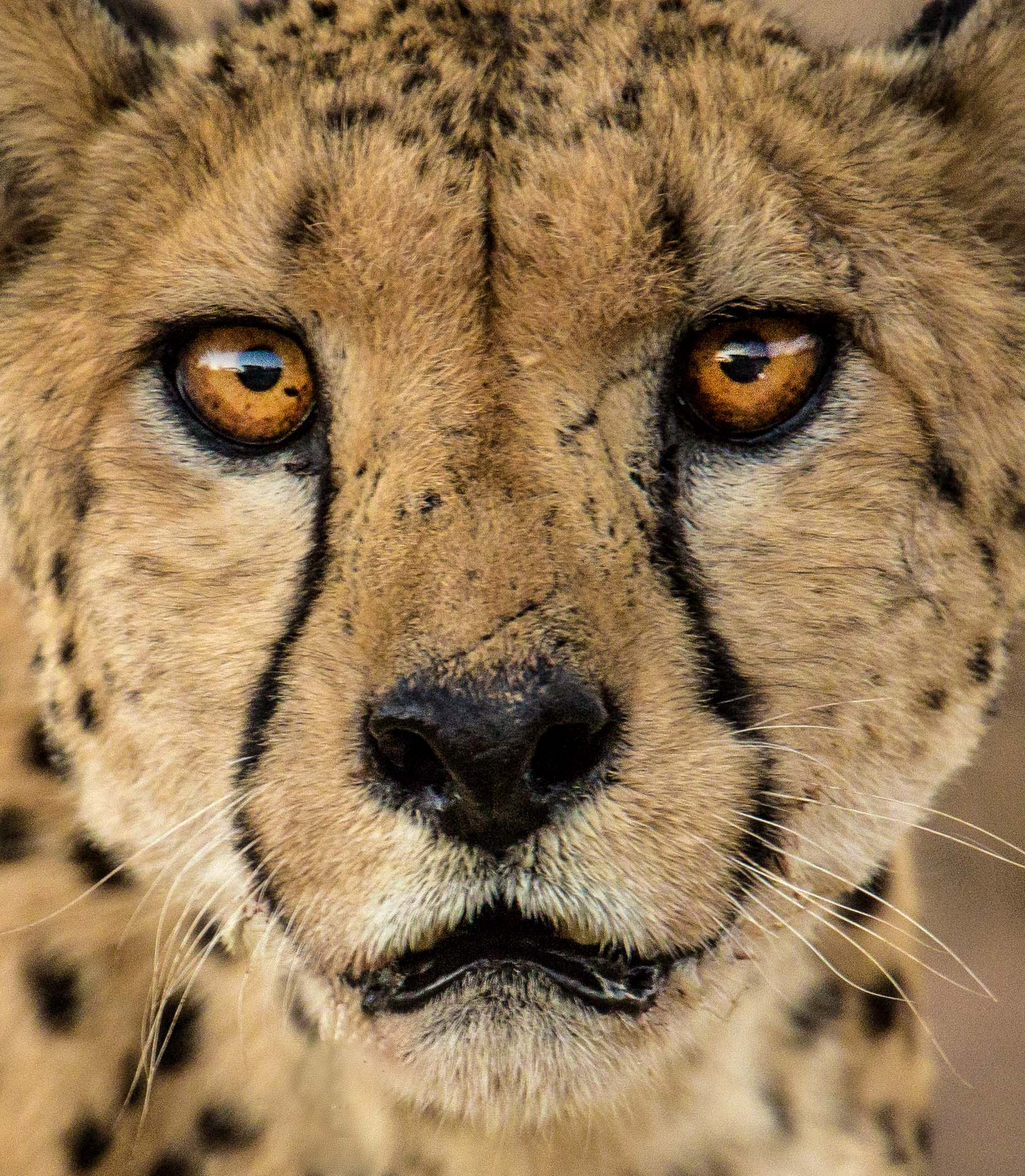
Khuôn mặt và mắt của báo săn (có 2 vệt đen)

Ngoài ra, mặc dù ở tốc độ cao nhưng nó vẫn có thể chuyển hướng nhanh theo động tác chuyển hướng của con mồi đó là nhờ vào một bộ phận quan trọng là cái đuôi dài 76cm, đuôi của báo dài so với cơ thể và rất khỏe và giúp nó giữ thăng bằng khi đang rượt ở tốc độ cao, đuôi báo săn đóng vai trò như là bánh lái của con thuyền, do đó khi chuyển hướng thì con báo chuyển đuôi về một phía để giúp nó chuyển hướng và chuyển về phía còn lại để chuyển sang hướng khác.
Báo săn có cặp mắt tinh tường có thể quan sát xa và rõ giống như con người đang nhìn vào ống nhòm và chú ý được tất cả những chuyển động, đôi mắt của loài báo săn này, được xếp vào hàng lớn nhất trong thế giới động vật nếu so theo tỷ lệ so với cơ thể Mắt báo cũng giống như những động vật săn mồi khác nằm ở phía trước hộp sọ điều này cho nó một tầm nhìn kép, giúp nó nhận biết và tính toán chính xác con mồi ở bao xa và có tầm nhìn lên đến khoảng hơn 200 độ. Chúng dựa vào thị giác nhiều hơn là khứu giác để săn mồi và thị lực sẽ tốt hơn khi những chú báo săn có thể chạy thần tốc mà vẫn định vị được con mồi nhanh chóng. Tuy nhiên, đến tối thì thị lực của chúng trở nên tệ hẳn chứ không tốt như loài mèo vì vậy ít khi chúng săn mồi ban đêm mà tập trung săn ban ngày, thậm chí là săn được cả vào buổi trưa nắng chang chang.
Khi săn mồi vào ban trưa, báo săn lại được trang bị để đối phó với ánh nắng mặt trời, báo săn có hai vệt đen hình dòng lệ ở bên dưới mắt từ khóe mắt đến khóe miệng và là loài vật duy nhất thuộc họ mèo có vệt dài hình dòng lệ từ khóe mắt đến khóe miệng, điều này đã giúp nó gia tăng tầm nhìn trong điều kiện ánh nắng mặt trời chói chang của châu phi, hấp thụ một phần ánh sáng, giúp nó giảm độ chói của ánh sáng mặt trời do đó ánh nắng mặt trời không ảnh hưởng đến nó nhiều. Ngoài ra khi gặp nguy hiểm, chẳng hạn phải đối mặt với linh cẩu, thì nó được giúp sức bởi, các vệt dài này khuếch đại các đường nét trên khuôn mặt và trông chúng như dữ tợn hơn, do đó nếu nó gầm gừ, khè khè hay giận dữ thì những vệt hình dòng lệ sẽ khiến nó trông có vẻ hung tợn và có thể làm cho con linh cẩu to hơn bỏ đi. Ngoài ra, những mảng màu hung trên thân báo săn sẽ giúp nó hòa lẫn và ngụy trang vào môi trường, những đốm đen trên cơ thể nó rất giống những cái bóng phản chiếu do đó nó khó bị các loài động vật phát hiện.
Với đôi mắt cực tinh và tốc độ chóng mặt, báo săn là một kẻ săn mồi đáng sợ trong tự nhiên, nó là một trong những kẻ săn mồi thành công nhất ở châu Phi với tốc độ của mình có nghĩa là báo săn là tử thần của vô số loài động vật ở châu Phi khi cơ thể được thiết kế để dành riêng cho việc tăng tốc, móng vuốt và đuôi giúp nó cân bằng và sự nhanh nhẹn để có thể chuyển hướng và với bước chân dài hơn nó có thể áp sát đến con mồi nhanh nhẹn như linh dương và cuối cùng là tập trung cho một cú dứt điểm hoàn hảo thể hiện kỹ năng săn mồi. 

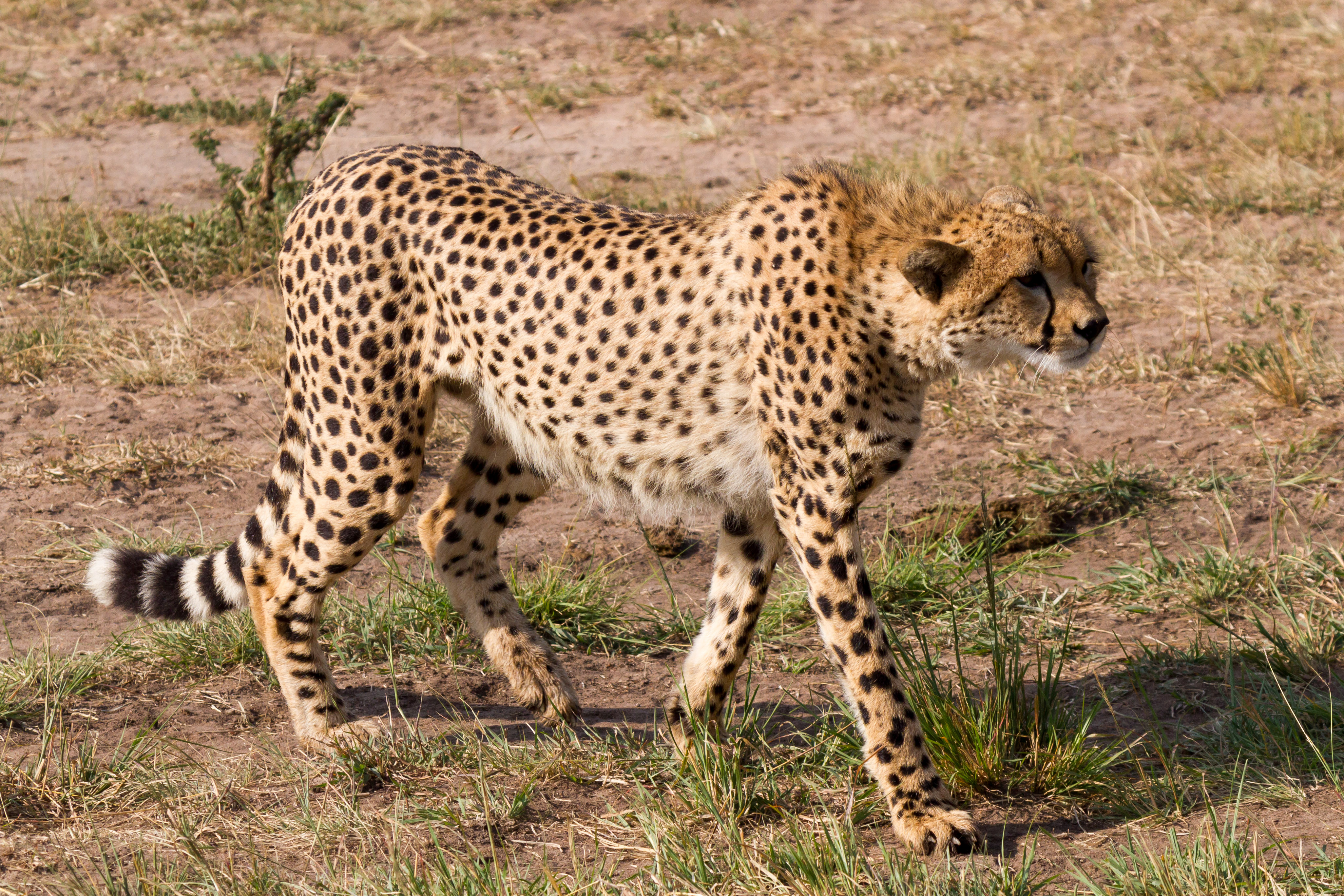
Báo săn có lợi thế về tốc độ nhưng bù lại là thiếu hụt về sức mạnh

Báo săn là loài nhanh nhất trên 04 chân, một trong những thợ săn cừ khôi nhất châu Phi nhưng điều đó được đánh đổi bằng một sự hi sinh, mỗi sự thích nghi để đạt tốc độ cao làm loài mèo này có một sự đánh đổi. Phần đầu nhỏ, gọn, mõm ngắn giúp nó đạt được tốc độ tối đa nhưng đổi lại là bộ hàm yếu và răng nhỏ, móng vuốt không rút hết vào tạo nên lực đẩy và sự lanh lẹ nhưng điều này có nghĩa là nó không có một vũ khí nguy hiểm nào, móng vuốt phụ có thể giúp con báo đẩy được con mồi xuống nhưng những móng vuốt khác không giữ được con mồi, nó không đủ lực để xé con mồi, răng và hàm không đủ khỏe để thực hiện được một đòn cắn hoặc mồm đủ to để ngoạm gọn vào những chỗ hiểm.
Khung xương nhẹ giúp con báo di chuyển nhanh và lanh lợi nhưng khung xương nhỏ có nghĩa là cơ thể nhỏ làm nó thường nhẹ hơn các loài săn mồi thậm chí ngay cả những con mồi. Thậm chí trong khi săn mồi, nó đẩy con linh dương xuống đất nhưng với kích thước khổng lồ của con linh dương thì con báo không thể giữ được con mồi thậm chí con mồi có thể lừa thế quay trở lại húc và giết nó. Trong mối quan hệ với các dã thú khác thì báo săn không được trang bị cho những cuộc chiến, nó không có cơ hội để chiến thắng trong những cuộc chiến tay đôi với những mãnh thú to khỏe khác. Chưa kể đến việc báo săn là loài động vật rất dễ bị tổn thương với thân hình mảnh khảnh của mình.
Khi đối đầu với các loài mãnh thú khác để giữ miếng mồi, tranh giành lãnh thổ, bảo vệ đàn con hoặc những cuộc xung đột được kích hoạt do vô tình chạm trán thì báo săn tỏ ra thất thế so với những mãnh thú khác, chẳng hạn như sư tử, linh cẩu, báo hoa mai... Linh cẩu thì thường xuyên cướp mồi của báo săn được, bắt giết các con báo non. Đối với sư tử thì báo săn càng không có cơ hội nào, những cuộc đụng độ chớp nhoáng cho thấy, sư tử đã chứng tỏ sức mạnh của chúa tể sơn lâm khi dễ dàng cắn chết cả cặp báo đốm, khi chạm trán với sư tử nếu không tận dụng ưu thế lớn nhất của báo so với đối thủ là tốc độ để thoát thân thì chúng sẽ dẫn đến kết cục bi thảm với việc dễ dàng bỏ mạng khi phải đối diện với sức mạnh tuyệt đối của sư tử, chỉ cần một cuộc so tài chớp nhoáng với sư tử cho thấy loài báo kém hơn hẳn về mọi mặt, từ thể hình, sức mạnh đến khả năng chiến đấu và báo săn bị hạ gục dễ dàng bởi sư tử, khắc tinh của báo.
Với cuộc sống đơn độc, báo săn cũng không có nhiều cơ hội trước những động vật săn mồi theo đàn như chó hoang châu Phi hoặc không thể cản nổi đàn kền kền đông đúc sà vào cướp miếng mồi của nó. Khi chạm trán với các mãnh thú trên, báo săn không có nhiều sự lựa chọn bằng việc tránh đi hoặc bỏ chạy trừ trường hợp những con báo mẹ phải liều lĩnh chống trả với linh cẩu để bảo vệ đàn con vì loài báo dựa vào tốc độ để kiếm được bữa ăn do đó bất kỳ chấn thương nào nó dính phải sẽ làm chậm chúng đi và về cơ bản có thể đe dọa tính mạng do chúng chết đói. Những động vật săn mồi như sư tử và linh cẩu có thể phát triển số lượng nhưng báo săn thì không, chúng đã giảm 90% số lượng trong 100 năm qua trên toàn thế giới.

## Tốc độ

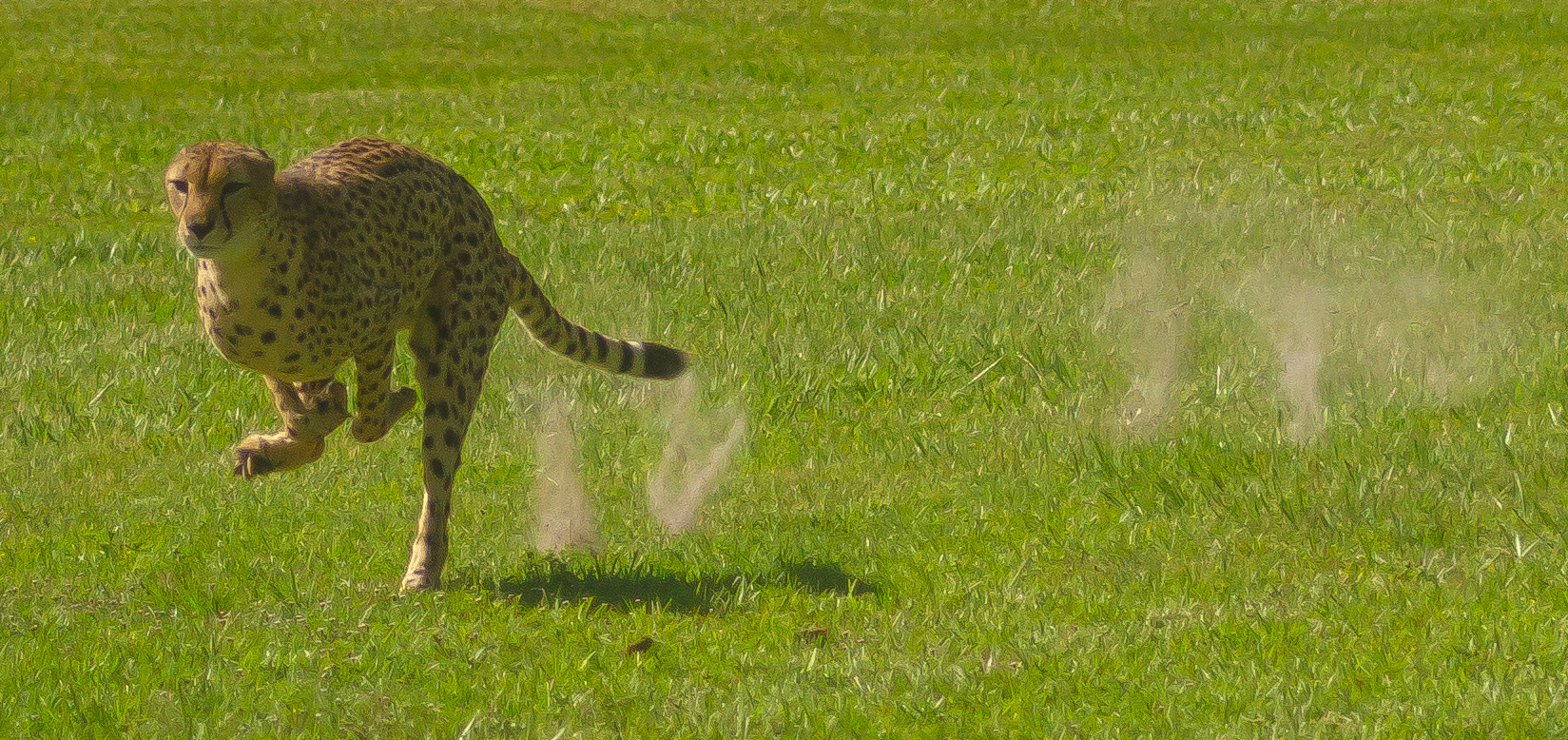

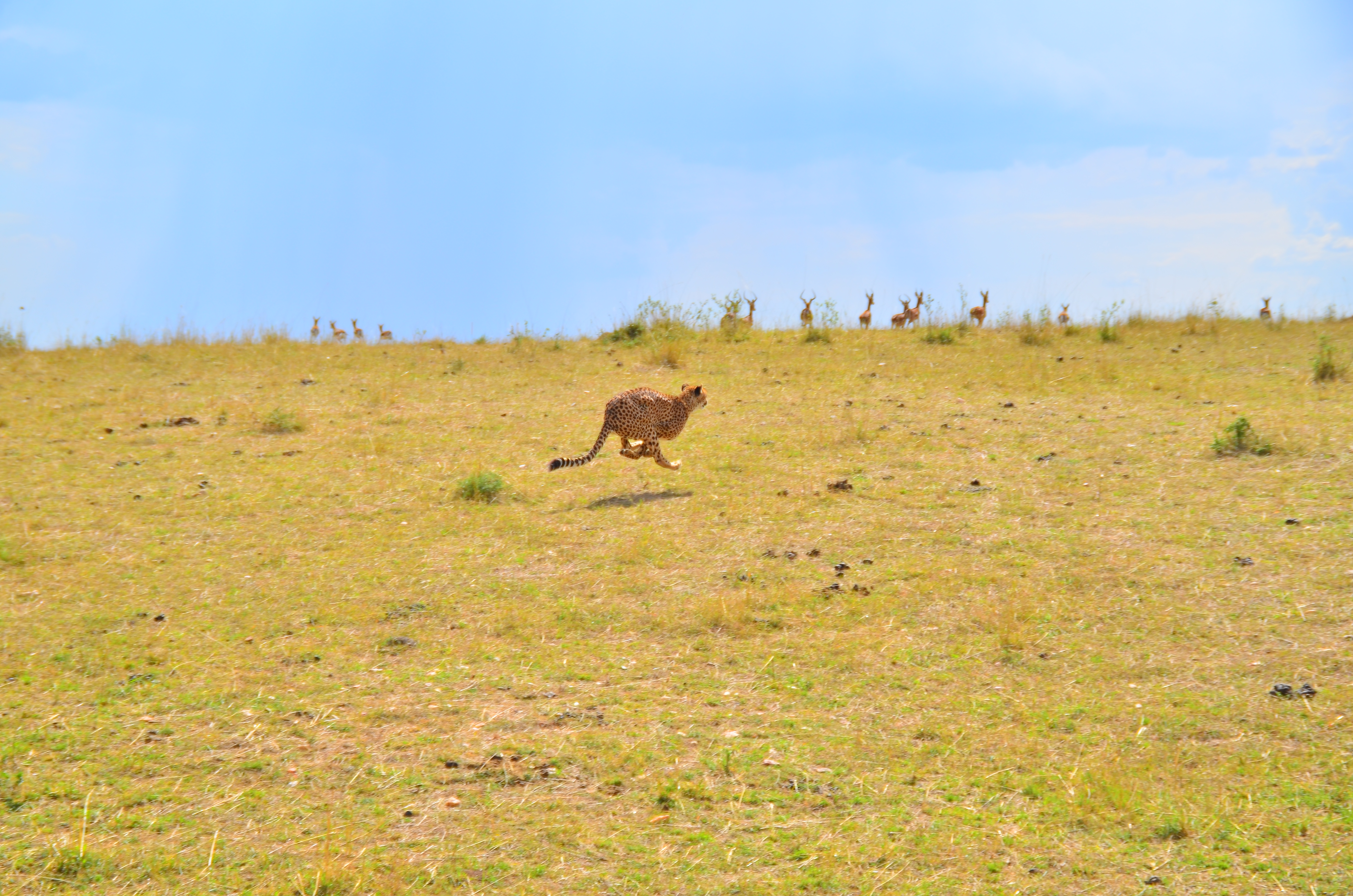

Hiện nay, các con báo săn còn lại là những sinh vật nhanh nhất còn sống trên mặt đất, nó có thể chạy với tốc độ 70 mph (113 km) thậm chí có thể đạt tới tới 120 km/h (nhưng trung bình chỉ khoảng 70 km mỗi giờ) và chỉ trong 2,2 giây nó có thể tiếp cận con mồi. Con báo chỉ cần 04 bước là đạt tốc độ tối đa trong điều kiện không có vật cản. Gia tốc nhanh hơn một chiếc máy bay phản lực, nhanh như một tia sét khi phi nước đại với tốc độ chóng mặt. Khi phát hiện thấy con mồi chúng tăng tốc như một chiếc xe hơi nó có thể tăng tốc từ 0 đến 95 km trong vòng 3 giây
Nhưng tốc độ này chỉ giữ được nhiều nhất là khoảng 25 giây và tối đa thì một đợt chạy nước rút này không quá 30 giây để chạy được với tốc độ đó đòi hỏi rất nhiều năng lượng, nên chúng không thể giữ được lâu. Chính khả năng tăng tốc nhanh chóng khiến khiến nó trở thành loài săn mồi thành công nhất châu Phi và cũng ở tốc độ này nó có thể bị mờ mắt không thể định vị được chính xác con mồi nhưng nó có cấu trúc để khắc phục điều này. Một khi khả năng tăng tốc vô địch được kích hoạt nó sẽ bắt được hầu hết những con mồi. Điểm yếu của báo săn là nó chỉ có khả năng đua tốc độ trên một quãng đường ngắn (khoảng 500m). Cố gắng hơn nữa sẽ làm cơ thể của nó quá nóng, một điều cực kỳ nguy hiểm trong điều kiện thời tiết vốn đã khắc nghiệt của vùng thảo nguyên châu Phi.

## Săn mồi
Báo săn châu Phi không chỉ vận dụng tốc độ và sự nhanh nhẹn trong lúc săn mồi, mà còn dùng trí thông minh để phán đoán đường tẩu thoát của từng dạng con mồi khác nhau. Một số loài, như đà điểu, thỏ rừng, linh dương cố gắng chạy thoát bằng cách đột ngột thay đổi hướng di chuyển, trong khi các loài linh dương khác, như linh dương Nam Phi, chạy nhanh theo đường thẳng.
Trong khi báo săn có khả năng chạy ở tốc độ nhanh không tưởng, không thể nào dùng cách suy luận thông thường để kết luận rằng chúng bắt nhiều con mồi nhanh nhẹn hơn chỉ vì chạy nhanh hơn, kỹ năng săn mồi của báo săn đáng chú ý, đặc biệt cân nhắc cho từng đối tượng con mồi. Cách báo săn mồi bao gồm 2 giai đoạn chính: giai đoạn 1 là tăng tốc để nhanh chóng bắt kịp con mồi, kế đến là giai đoạn chậm dần, phán đoán hướng đào thoát của từng dạng con mồi.

### Chế độ ăn uống

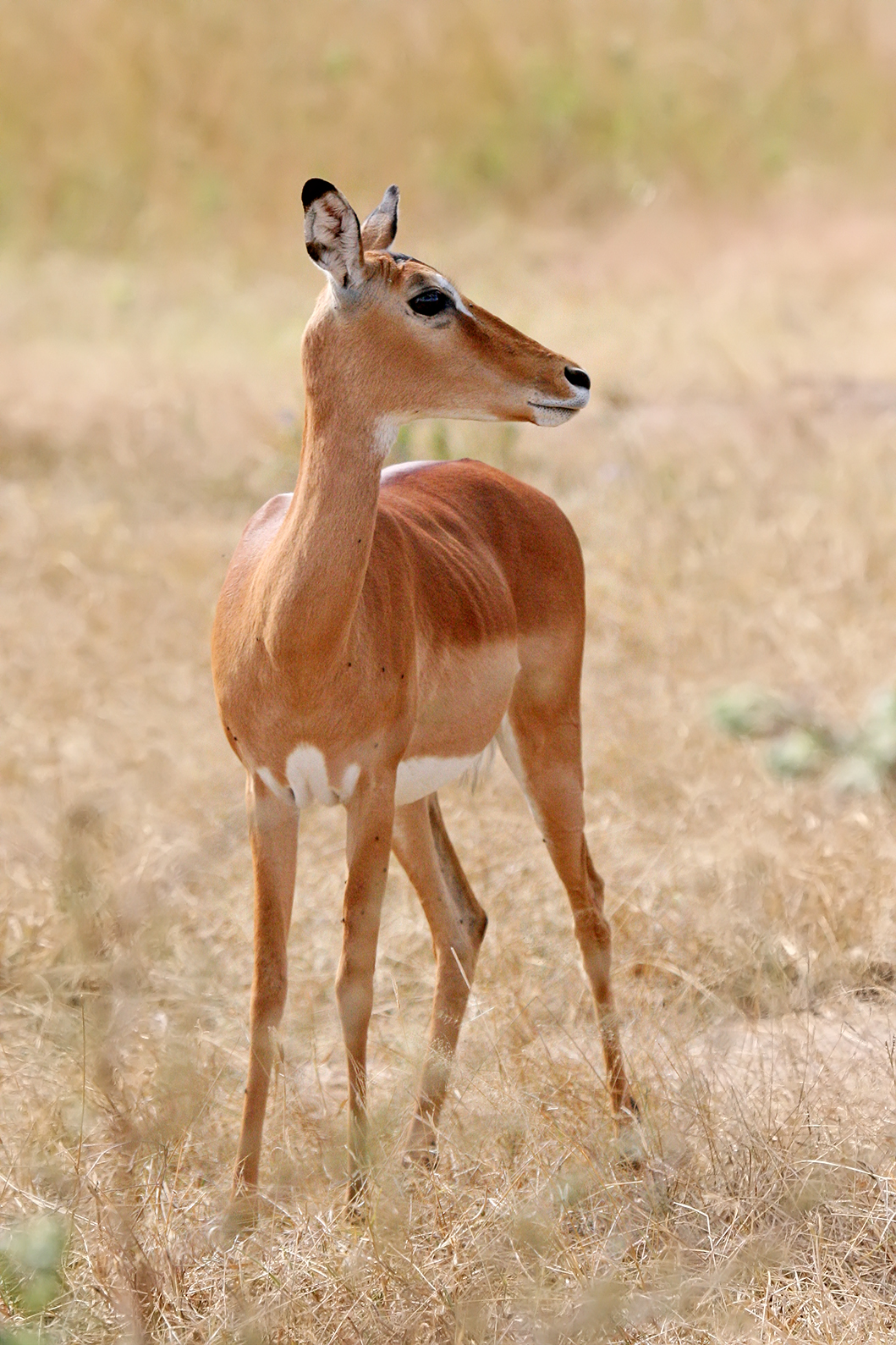
Linh dương, con mồi ưa thích của báo săn

Báo săn sống ở các đồng cỏ, thảo nguyên và trảng cỏ để dễ dàng nhìn thấy con mồi và kẻ thù. Chúng khét tiếng là kẻ săn mồi nhanh nhẹn và tinh ranh, một hiểm họa thực sự đối những loài động vật mà nó cảm thấy khoái khẩu. Chế độ ăn uống của một con báo săn phụ thuộc vào khu vực mà nó sống. Đây là một loài động vật ăn thịt tươi sống với chế độ ăn là những con mồi nặng khoảng dưới 40 kg (88 lb) gồm những loài linh dương cỡ nhỏ như linh dương Thomson, linh dương nhảy, linh dương Grant, linh dương Gazen và linh dương Impala. Báo săn cũng tấn công những con linh dương đầu bò và ngựa vằn còn non, nhưng đối với những con trưởng thành thuộc hai loài này thì chúng thường săn theo nhóm mới có thể khống chế được con mồi. Ngoài ra các loài động vật nhỏ hơn như thỏ đồng, gà Phi cũng là con mồi ưa thích của báo săn, cũng như đà điểu, lợn nanh sừng châu Phi, chim hoặc sơn dương. Tuy vậy, con mồi ưa thích của nó vẫn là linh dương Thomson. Loài linh dương nhỏ này có kích thước nhỏ và chậm hơn so với báo săn, làm cho nó trở thành một con mồi thích hợp. Các cuộc rượt đuổi tốc độ giữa báo săn và linh dương Thomson luôn gay cấn hấp dẫn và là những cuộc đua của sự sinh tử trong đó hai bên đều có những lợi thế riêng.

### Phương thức săn mồi
Không giống các loài săn mồi châu Phi khác, báo săn đi săn vào ban ngày Trong khi những con mèo lớn khác thường đi săn vào ban đêm, thì nó đi săn thường là vào buổi sáng sớm hoặc vào buổi tối khi thời tiết không quá nóng, nhưng vẫn có đủ ánh sáng cần thiết cho một cuộc rượt đuổi. Chiến lược của báo săn là lén chạy theo con mồi, sau đó khi còn cách khoảng 30 m, một khi con mồi vào tầm ngắm, báo săn bất ngờ lao theo con mồi, xô ngã con mồi bằng chân rồi dùng răng nanh sắc nhọn cắn vào cổ con mồi làm nó ngạt thở. Trong cuộc rượt đuổi này, báo săn không thường xuyên rượt đuổi con mồi của mình báo săn chẳng bao giờ đánh động con mồi quá sớm. Chúng sẽ âm thầm tiếp cận con mồi sau đó mới bứt tốc độ  Lặng lẽ tiếp cận con mồi, sự gia tốc nhanh chóng, quyết định chớp nhoáng, chuyển hướng tốc độ, sử dụng móng vuốt phụ ra đòn đúng lúc, tất cả đã tạo nên một kỹ năng săn mồi điêu luyện của báo săn, điều này giúp nó có một tỷ lệ thành công săn trong việc săn bắt trung bình lên đến khoảng 50%. Thường là linh dương Thomson hay một con heo rừng là đủ cung cấp năng lượng cho một con báo săn no bữa. Đối với những con linh dương trưởng thành có thể cung cấp cho báo săn no bữa được khoảng từ 1-2 ngày. Sau khi đi săn xong, chúng sẽ đem xác con mồi về cất giấu ở một nơi nào đó ăn dần. Việc săn những con linh dương nhỏ sẽ cung cấp ít calo hơn và không thể duy trì lâu nhưng con linh dương trưởng thành với hơn 60 kg sẽ cung cấp nhiều hơn thức ăn cho báo. 

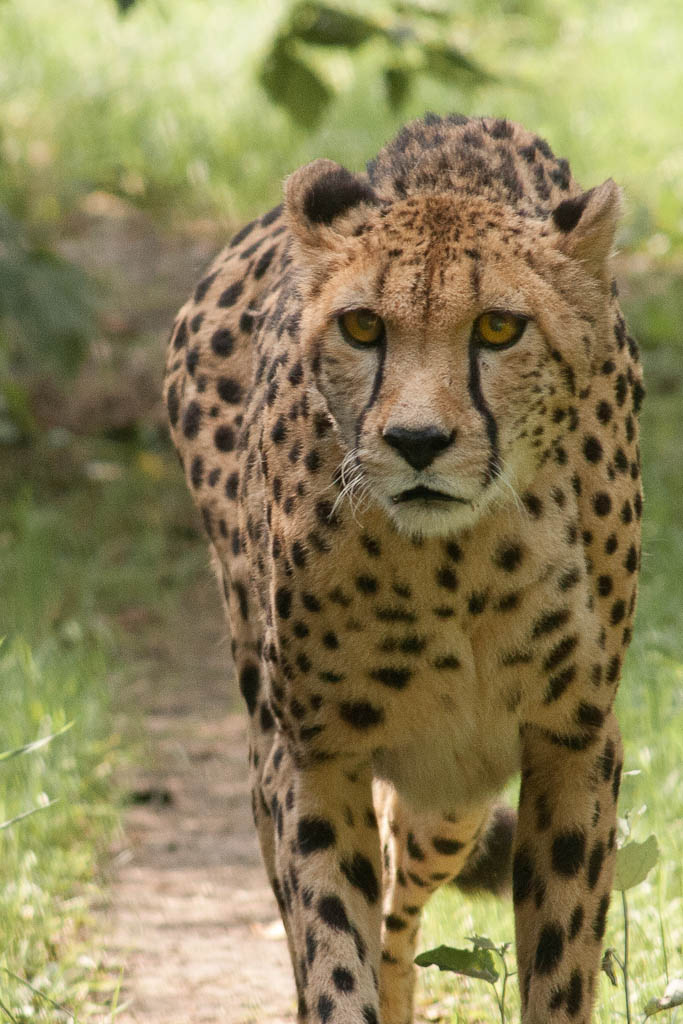
Một con báo săn đang rình mồi

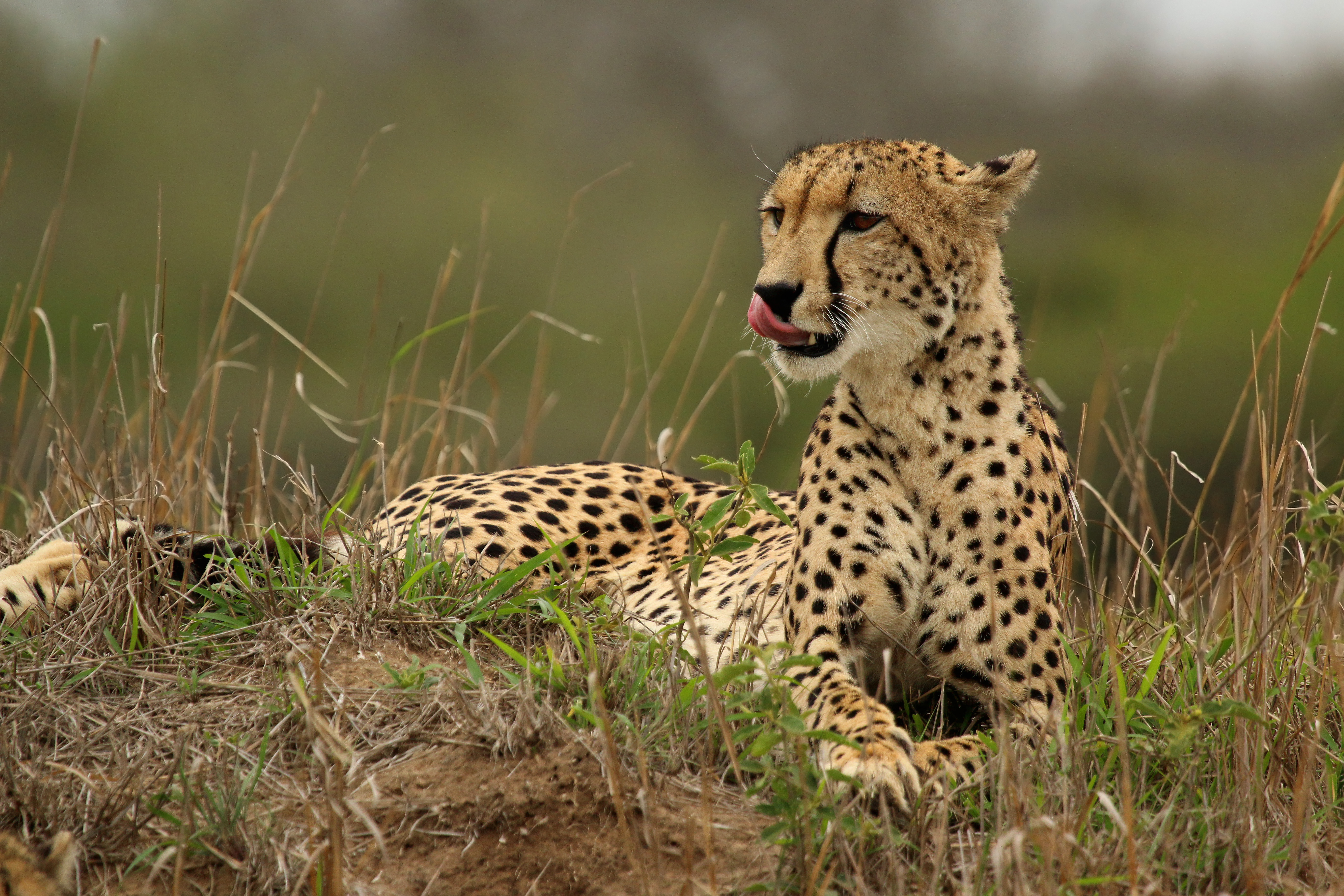
Báo săn đang quan sát

Có thể sánh được với chim ưng trên mặt đất. Trong các cuộc đi săn, tốc độ chạy tối đa của báo săn có thể đạt 113 km/giờ, nó có thể bắt kịp ngay cả những loài thú nhanh nhẹn nhất như linh dương một cách dễ dàng, mặc dù vậy, kỹ năng rình mồi của báo kém hơn hẳn so với các động vật họ mèo lớn khác. Khi săn mồi nó tiến gần đến con mồi tiềm năng đặc biệt là những con linh dương Báo săn sẽ nhắm vào những con mồi như những hoạt động ngầm, và đặc biệt nhắm vào những con tơ, những con chậm chạp và thiếu cảnh giác nhưng nó không thể di chuyển quá nhanh và sớm vì khi nó và linh dương lao vào trận chiến rượt đuổi thì sự khác biệt giữa sống và chết không chỉ là tốc độ mà còn là tầm nhìn.
Tầm nhìn rất quan trọng đối với báo săn và càng quan trọng hơn với con linh dương con linh dương giống như hầu hết các con mồi khác thì mắt được cấu trúc ở hai bên hộp sọ do đó trong khi thì việc bố trí hai mắt ở hai bên đầu của linh dương giúp nó giúp nó có tầm nhìn lên đến 270 độ, chỉ cần xoay nhẹ đầu nó có thể quan sát được 360 độ xung quanh. Ngoài ra mắt của chúng rất nhạy cảm ngay cả với những chuyển động nhỏ nhất của con thú săn mồi do đó khi trong tầm quan sát của linh dương thì con báo phải hoàn toàn bất động vì nếu nó không di chuyển thì nó hầu như sẽ vô hình. Nếu con báo càng tiếp cận gần con mồi trước khi nó thực sự chạy thì khả năng bắt được con mồi càng cao. Việc phục kích sẽ ít mất năng lượng hơn là khi thực hiện một chuyến săn đuổi từ đầu. Khi vào phạm vi vài trăm mét thì con báo sẽ ẩn mình và di chuyển cực kỳ chậm nó có thể bám theo con mồi gần 1 giờ để chờ con mồi lạc đàn, nếu tấn công liền thì con báo sẽ mất nhiều năng lượng cho một cuộc rượt đuổi dài.
Báo săn cũng có thể thay đổi chiến thuật, nó có thể thay vì săn mồi vào chiều tối khi tính cạnh tranh tăng cao thì nó có thể chọn săn con mồi vào giữa trưa lúc này sự tranh chấp giữa các con thú săn mồi không còn căng thẳng nữa, buổi trưa là lúc mặt trời sáng nhất, đó cũng là vấn đề cho hầu hết các thú ăn thịt ở châu Phi khi nắng chói chang khiến chúng hoa mắt và cảm thất mệt mỏi và thường phải tìm bóng râm để trú ẩn, thở dốc nhưng báo săn lại được trang bị để đối phó với ánh nắng mặt trời chúng có những vệt hình tuyến lệ vệt dài hình dòng lệ từ khóe mắt đến khóe miệng đã giúp nó gia tăng tầm nhìn trong điều kiện ánh nắng mặt trời chói chang của châu phi, hấp thụ một phần ánh sáng, giúp nó giảm độ chói của ánh sáng mặt trời do đó ánh nắng mặt trời không ảnh hưởng đến nó nhiều, con báo lợi dụng tiếp cận đàn linh dương nhưng không phải từ phía sau mà lại tiếp cận đến từ 01 bên nó phải liều lĩnh tiến vào tầm quan sát của linh dương để tránh gió vào buổi ban trưa, linh dương là những con mồi có khứu giác rất nhạy do đó báo săn phải tiếp cận linh dương theo chiều người gió và con báo từ từ tiến lại, nó dồn tập trung vào những con linh dương lạc đàn, mải mê gặm cỏ và không cảnh giác, nó từ từ tiến lại, nó bò lại thật gần để tiết kiệm phần năng lượng tránh mất sức sau một cuộc săn đuổi đường dài.
Thông thường khi rượt đuổi những con mồi nói chung và những con linh dương nói riêng, báo săn sẽ chọn tấn công và rượt theo những con linh dương trong địa hình trống trải và trơn tru với một đòn tấn công bằng đường thẳng sẽ giúp báo đạt tốc độ tối đa vì những vật cản sẽ làm con báo mất thêm vài bước nữa khiến nó mất đi lợi thế. Tuy nhiên, nếu con mồi là linh dương thì có thể gặp phải trở ngại, con linh dương có thể vừa chạy vừa di chuyển sang hai phía theo kiểu chạy lạng lách và mỗi lần chuyển hướng con linh dương buộc báo phải thay đổi hướng chạy làm mất thêm 2 giây trong một cuộc săn đuổi này và nếu chuyển hướng 10 lần trong một cuộc rượt đuổi thì con linh dương sẽ đẩy con báo tới tốc độ giới hạn của sự chịu đựng. Con linh dương có thể chậm hơn con báo nhưng trong quá trình tiến hóa đã cung cấp cho nó một vụ khí phòng vệ tiềm năng đó là sự lanh lợi nhưng báo săn cũng có thể đối phó được tốc độ và sự lanh lẹ của con linh dương bằng, để kiểm soát cơ thể ở tốc độ như thế.

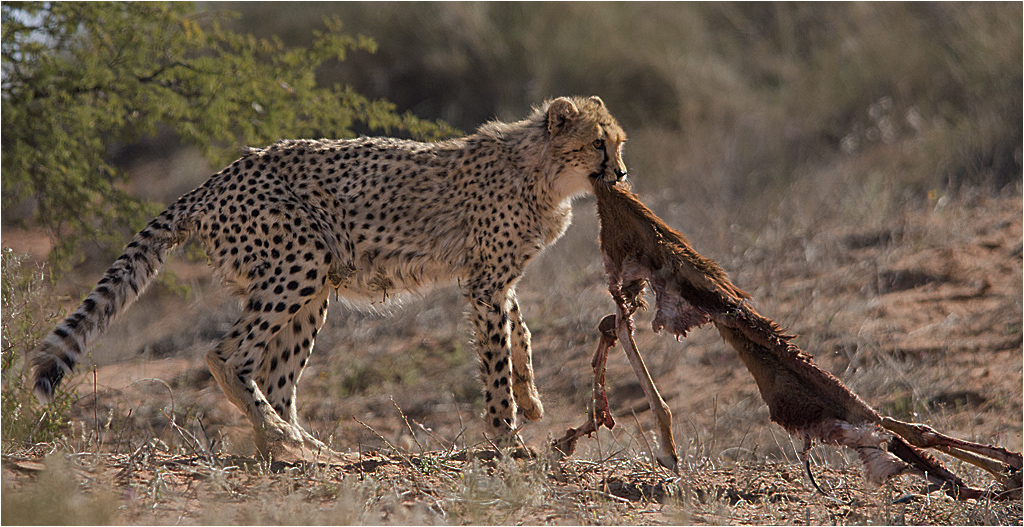

Khi săn mồi thì nó đặt chân vào vị trí để sẵn sàng phóng tới như một vận động viên điền kinh đang ở tư thế xuất phát chờ hiệu lệnh súng bắn trong trận chiến sống còn này, báo săn có lợi thế về tốc độ nhưng nó phải bắt được con mồi vì nó không thể duy trì tốc độ được lâu và trong một chuyến săn mồi nếu không có một khởi đầu mạnh mẽ thì cuộc săn đuổi kéo dài sẽ đẩy cơ thể con báo đến giới hạn nó thở 150 lần/phút (nhanh hơn hơi thở con người 3 lần) quả tim bơm 16 lít máu/phút tuần hoàn toàn bộ lượng máu trong cơ thể trong vòng chưa đến 20 giây trong điều kiện đó con báo chỉ có thể duy trì chưa đến nữa phút trước khi cơ thể nó căng thẳng, quả tim đẩy lượng máu 39 độ vào não, nếu tăng thêm 1,5 độ con báo sẽ vượt ngưỡng nhiệt độ cho phép, nó chỉ có vài giây để diệt con mồi nếu không thì chính cuộc săn đuổi sẽ giết nó.
Một khi cơ thể bắt đầu quá tải, vượt quá ngưỡng nhiệt độ, não bộ là phần bị ảnh hưởng nhiều nhất và một khi não bị quá nóng thì không có cách nào cứu vãn được nhưng những con linh dương lại ít khi vượt quá ngưỡng nhiệt độ do nó có hệ thống làm mát tự nhiên, trước khi đến não, máu được đi qua một nhóm mạch máu và được làm lạnh nhanh chóng bằng một lượng khí từ khoang mũi rộng giống như bộ phận tản nhiệt trong xe hơi, nó ngăn những chất lỏng quan trọng không bị quá nhiệt cho nên dù nhiệt độ con linh dương chạm đến mức 42 độ thì bộ não nó vẫn được bảo vệ và được làm mát mặc dù đang chịu áp lực nhưng khi nhiệt độ của báo chạm tới mốc 49 độ thì cơ thể con báo đã đưa ra lời cảnh báo hoặc nó phải cho con linh dương thoát hoặc nó sẽ chết khi săn con mồi. 

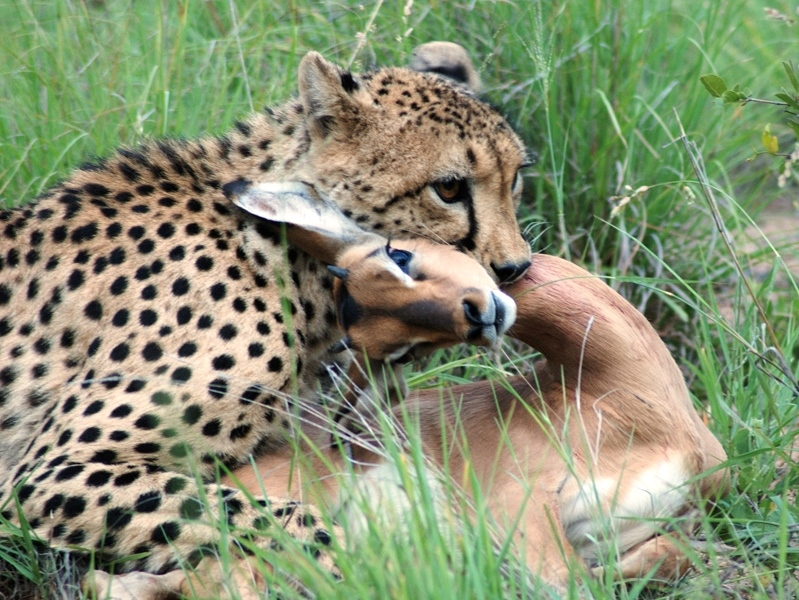
Báo săn giết chết con mồi bằng cách cắn nghẹt thở nhưng phải mất một thời gian khá lâu do lực cắn yếu

Đối với báo săn khi bắt đầu quá sớm, nó có thể nhanh đuối sức và không thể bắt được con mồi những con linh dương có thể chạy hơn 80 km/h nhưng linh dương có thể duy trì tốc độ trong thời gian dài chúng giống như những vận động viên chạy đua đường trường trong khi báo săn chỉ có thể chạy nước rút ngoài ra con linh dương còn có một chiến lược quan trọng khác là vừa chạy vừa nhảy lên nhảy xuống theo kiểu nhảy tưng tưng, chúng vừa chạy, vừa bật nhảy thật cao vào không trung lên đến gần 3 m điều này làm con linh dương liên tục vào trong và ra ngoài tầm nhìn của con báo làm nó mất phương hướng và nhiều khi buộc phải bỏ cuộc.
Khi rượt đổi linh dương, nó chạy nhanh bám theo và vật con linh dương ngã xuống. Tại thời điểm chân linh dương ở phía sau, con báo sử dụng chi trước và tấn công với vũ khí lợi hại nhất của nó, kết hợp với tốc độ. Nó là loài mèo có móng vuốt phụ và đây là móng vuốt duy nhất không chạm mặt đất khi nó chạy nên cũng là móng vuốt sắc nhọn nhất, báo dùng nó để cắm vào hông con mồi những móng vuốt phụ cắm sâu vào con mồi sẽ làm nó khó cục cựa được, chỉ với cái móng nhỏ dài 2,5 cm này có thể khiến con mồi như con linh dương 60 kg ngã trên mặt đất, bằng một đòn điệu nghệ, nó đẩy con linh dương xuống đất nhưng với kích thước khổng lồ của con linh dương thì con báo không thể giữ được con mồi thậm chí con mồi có thể lừa thế quay trở lại húc và giết nó, móng vuốt phụ có thể giúp con báo đẩy được con mồi xuống nhưng những móng vuốt khác không giữa được con mồi, nó không đủ lực để xé con mồi, răng và hàm không đủ khỏe để thực hiện được một đòn cắn hoặc mồm đủ to để ngoạm gọn vào những chỗ hiểm. Thiếu những vũ khí cơ sinh, con báo chỉ có thể có gắng di chuyển trong tuyệt vọng nó chỉ có thể cố gắng cắn vào con mồi. Nhưng con linh dương với sừng nhọn hoát trên đầu do đó con báo cố gắng tìm cách xoay trở để cắn vào cổ con mồi nếu nó không thực hiện đúng, nó có thể sẽ bị đâm chết.
Tuy vậy cuộc rượt đuổi linh dương thì tỷ lệ thành công của báo săn cao. Khi tiếp cận và đẩy ngã con linh dương, Báo săn giết chết con mồi của nó bị vấp ngã trong đuổi theo, sau đó cắn vào cổ họng để bóp nghẹt nó. Nhưng công việc của báo vẫn chưa làm xong Cơ thể con báo quá tập trung cho tốc độ nên nó không thể có được một đòn cắn chí mạng giống như sư tử, hộp sọ khí động lực không có chỗ dành cho những cái răng hay lực hàm khỏe cho nên cách duy nhất để hạ con mồi là nhắm thẳng vào cổ họng và bóp nghẹt nó, nó phải tiếp tục khóa cổ con mồi khoảng 10 phút trong khi làm giảm nguồn cung cấp oxy của con mồi. Con báo gia tăng oxy bằng cách hít thật sâu qua khoang mũi mở rộng cố gắng phục hồi cơn căng thẳng qua cuộc đua nước rút đạt tốc độ lên đến 120k/h. Chạy ở tốc độ rất cao đặt rất nhiều căng thẳng cho cơ thể của con báo.
Nhưng vấn đề là báo săn không thể nghỉ ngơi lâu hơn, con mồi có thể có trọng lượng bằng hoặc hơn báo, nhưng nó phải đem con mồi đi nó không thể ăn con mồi ở một khu vực rộng lớn nó phải đem con mồi đến một nơi an toàn và ăn thật nhanh trước khi thu hút sự chú ý của các loài săn mồi khác, thông thường nó dùng răng kéo xác con mồi vào một tán cây và tranh thủ thở, nó cần phải tranh thủ nghỉ ngơi từ 15 đến 30 phút để có thể phục hồi lại nhịp tim. Sau khi chạy mệt mỏi để bắt được con mồi giữa đồng trống, con mồi của nó trở thành mục tiêu cho những vụ trộm trong khi nó cần phải điều hòa nhịp tim và tốc độ hô hấp sau đó mới nghỉ đến chuyện xử lý con mồi của nó. Giết được con mồi chỉ là 01 nữa trận chiến, việc còn lại là nó phải tha con mồi đi trước khi gây sự chú ý, rồi thì nó vừa phải ăn đồng thời vừa cảnh giác cao độ. Sau khi giết được con linh dương, báo săn sẽ nhai phần chân sau là khu vực có chứa rất nhiều thịt (bắp chân và mông). 

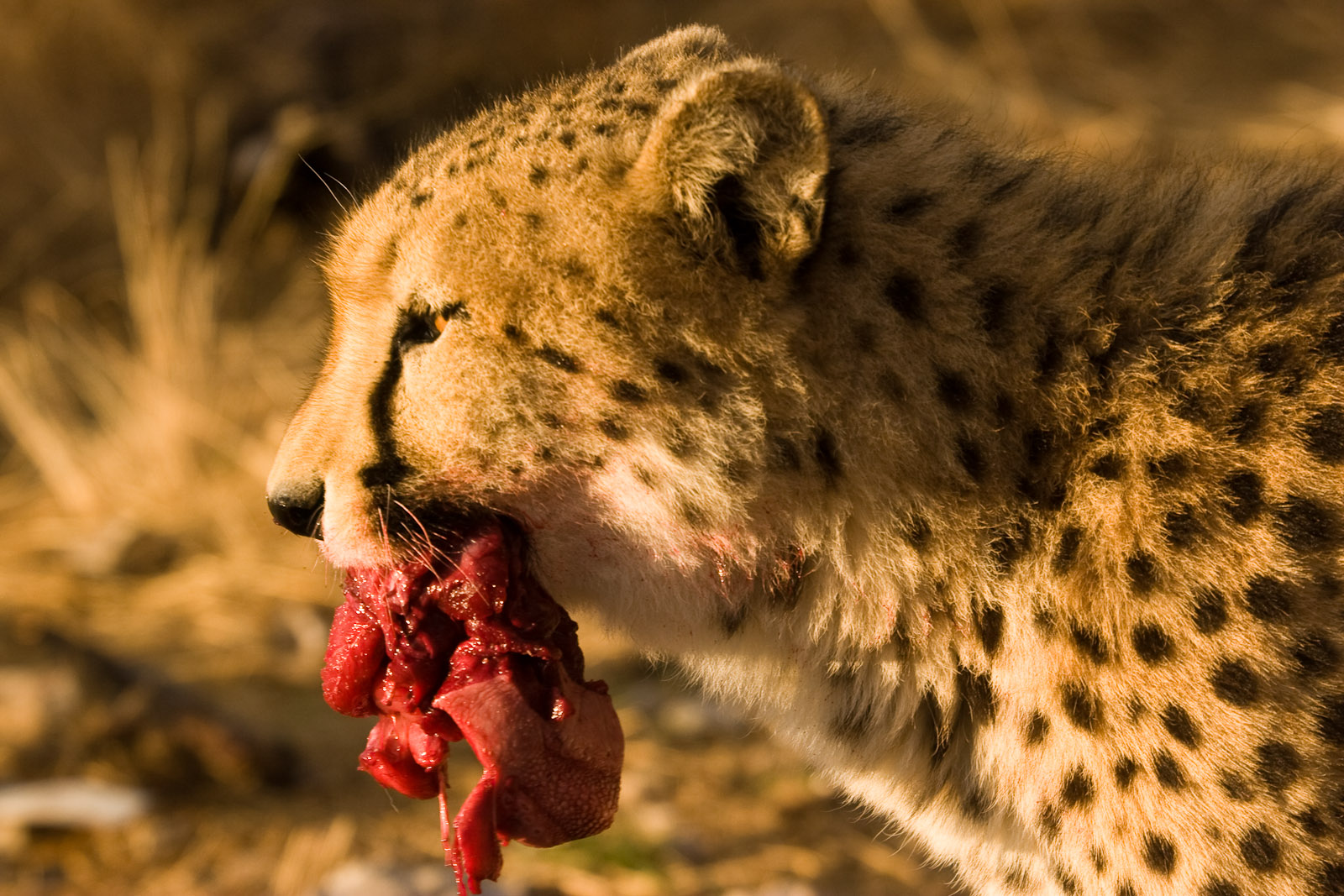
Báo săn đang ăn thịt, nó sẽ nhai phần bắp chân và mông, nơi chứa nhiều thịt để cung cấp lượng calo cần thiết

Chạy nhanh hơn bất cứ động vật trên cạn nào khiến cơ thể báo săn phải chịu đựng một áp lực rất lớn, nó phải đốt đến 300 calo trong mỗi lần săn mồi. Các con báo phải dành nữa tiếng để nghỉ ngơi và nhấm nháp con mồi nhưng những con báo làm mẹ thì không thể như thế, nó phải tha miếng mồi về cho các con của nó trong điều kiện đồng cỏ châu Phi đầy rẫy những kẻ săn mồi đói khát đặc biệt là những con linh cẩu táo tợn và to khỏe luôn rình rập chờ cơ hội để cướp lấy con mồi săn của báo bất chấp sư xua đuổi của báo săn, rất nhiều lần nó mất trắng thành quả săn được vào tay linh cẩu . Báo săn rất hạn chế chiến đấu vì sợ bị dính chấn thương, nhất là những con báo mẹ, bất kỳ thương tích nào cho báo mẹ sẽ khiến báo con chết đói, nếu miếng mồi bị cướp mất thì tất cả sự nỗ lực, sự thất thoát năng lượng đều là vô ích. 50% con mồi báo săn bắt được bị lấy đi bởi những con thú lớn hơn thậm chí báo săn có thể bị chiếm đoạt thức ăn bởi những động vật cơ hội lén lút như diều hâu hay chó hoang
Những kẻ trộm có thể xuất hiện là những con kền kền táo tợn là những kẻ ăn xác chết với gần 40 con sà đến con mồi mà báo săn được và chúng rõ ràng sẽ lăn xả để giành con mồi. Thông thường nếu một nhóm kền kền thì sẽ không manh động tranh giành với báo nhưng nếu có quá nhiều thì đàn kền kền sẽ tập trung và gây hấn để cướp miếng mồi. Nếu con báo bị quấy rối bởi những loài chim lớn như kền kền và bị thương ở chi trước thì con báo sẽ không tham gia vào trận chiến vì thương tích sẽ làm nó không chạy ở tốc độ 112 km/h được nữa, nó sẽ cố gắng bảo vệ con mồi nhưng quá yếu sau cuộc săn đuổi tốc độ, nó chỉ gầm gừ nhưng không cắn nhưng những con kền kền đã ngửi thấy mùi và đã tập trung đủ số lượng để lao vào tấn công cướp miếng mồi, con báo buộc phải rút lui. Đây là cách thiên nhiên phân cấp các loài săn mồi.

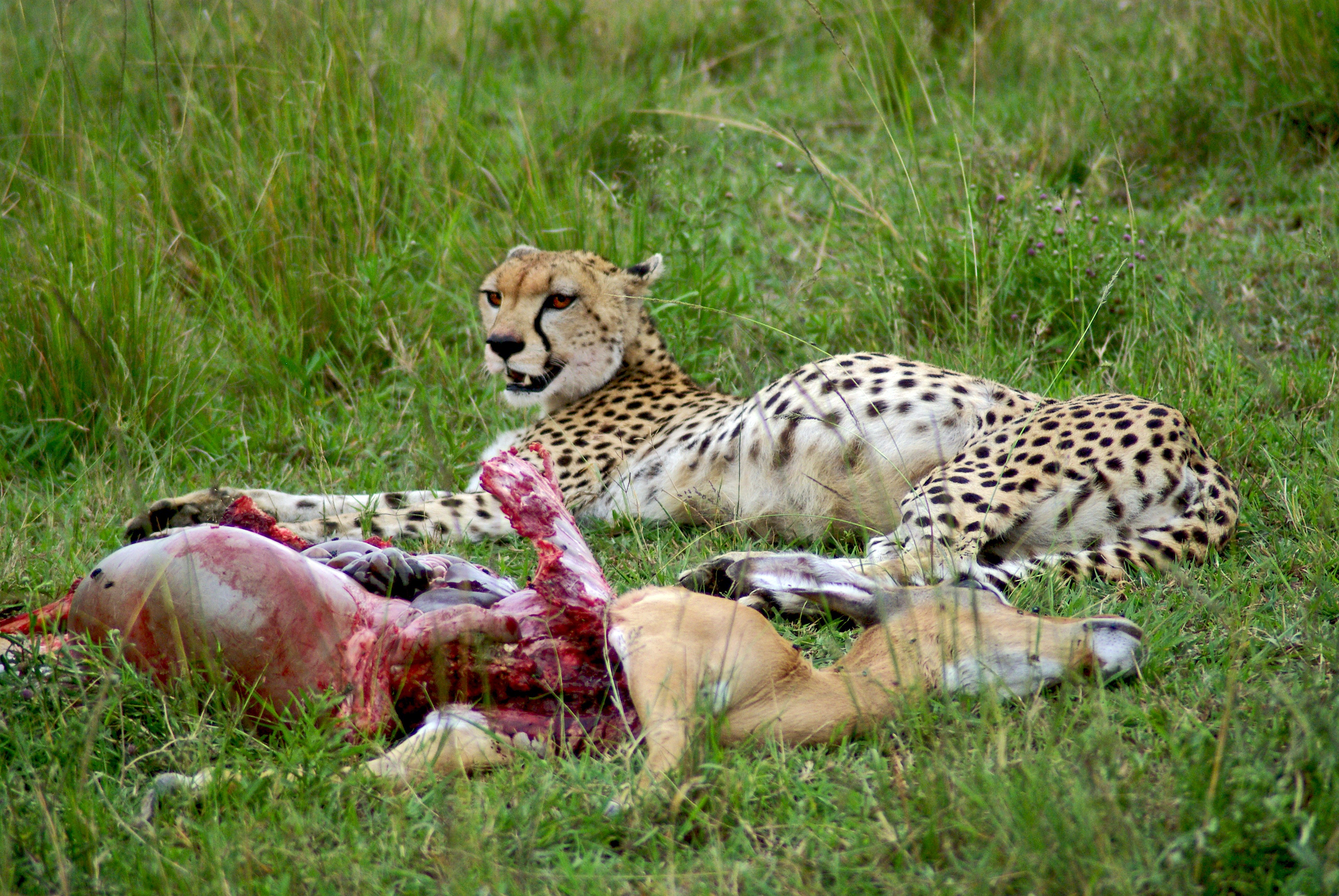
Báo săn đang săn được một con mồi

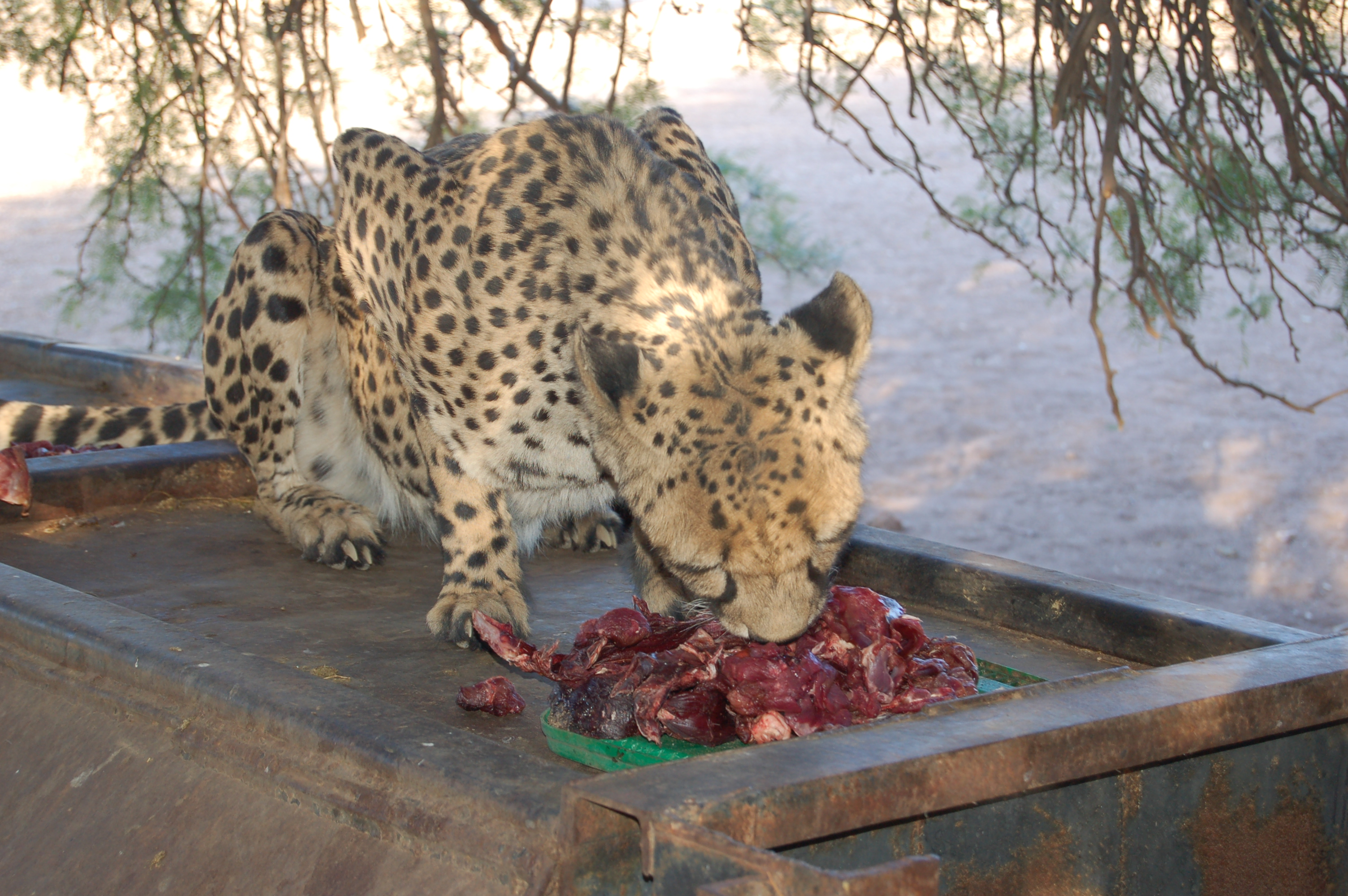

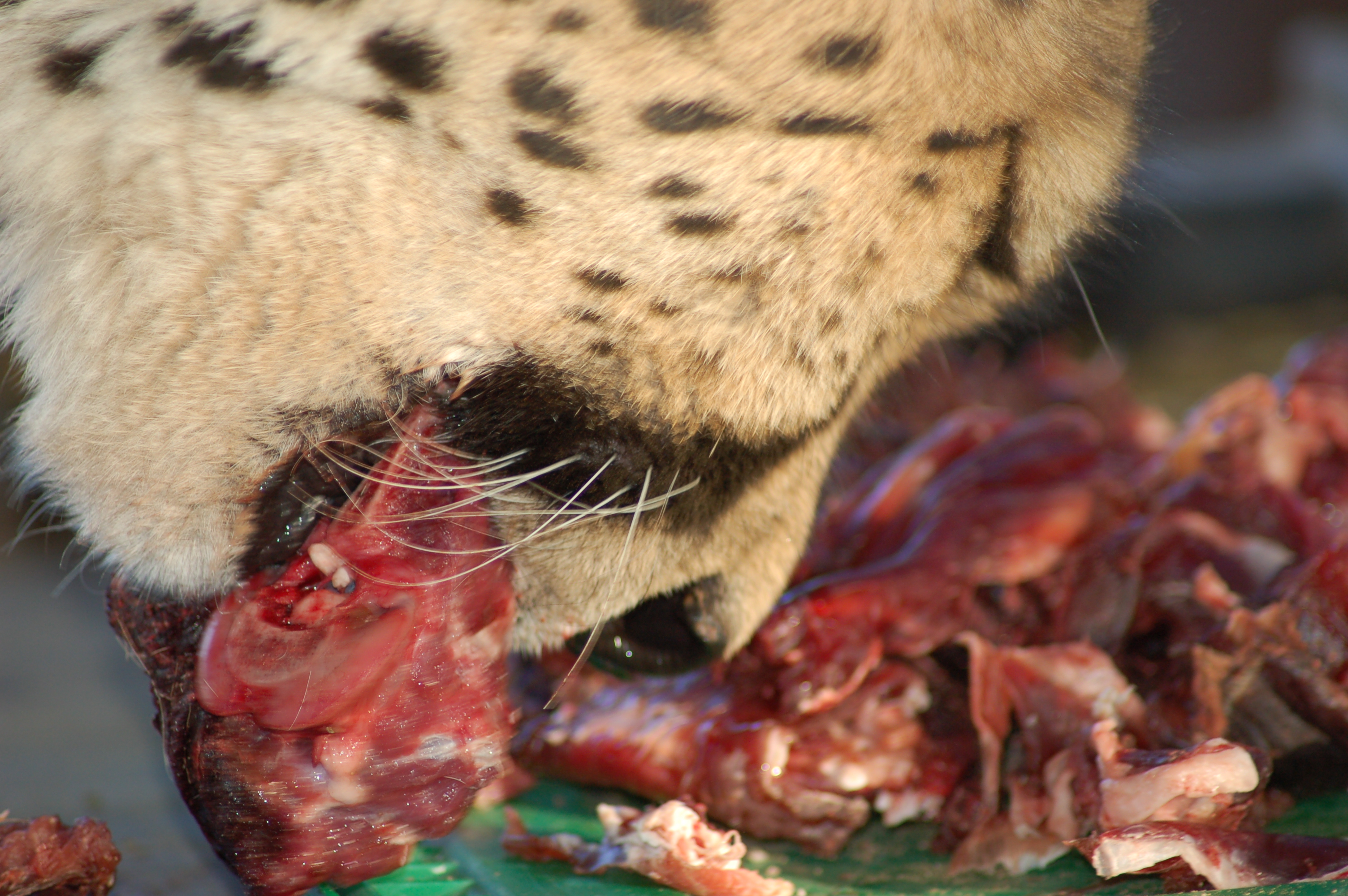

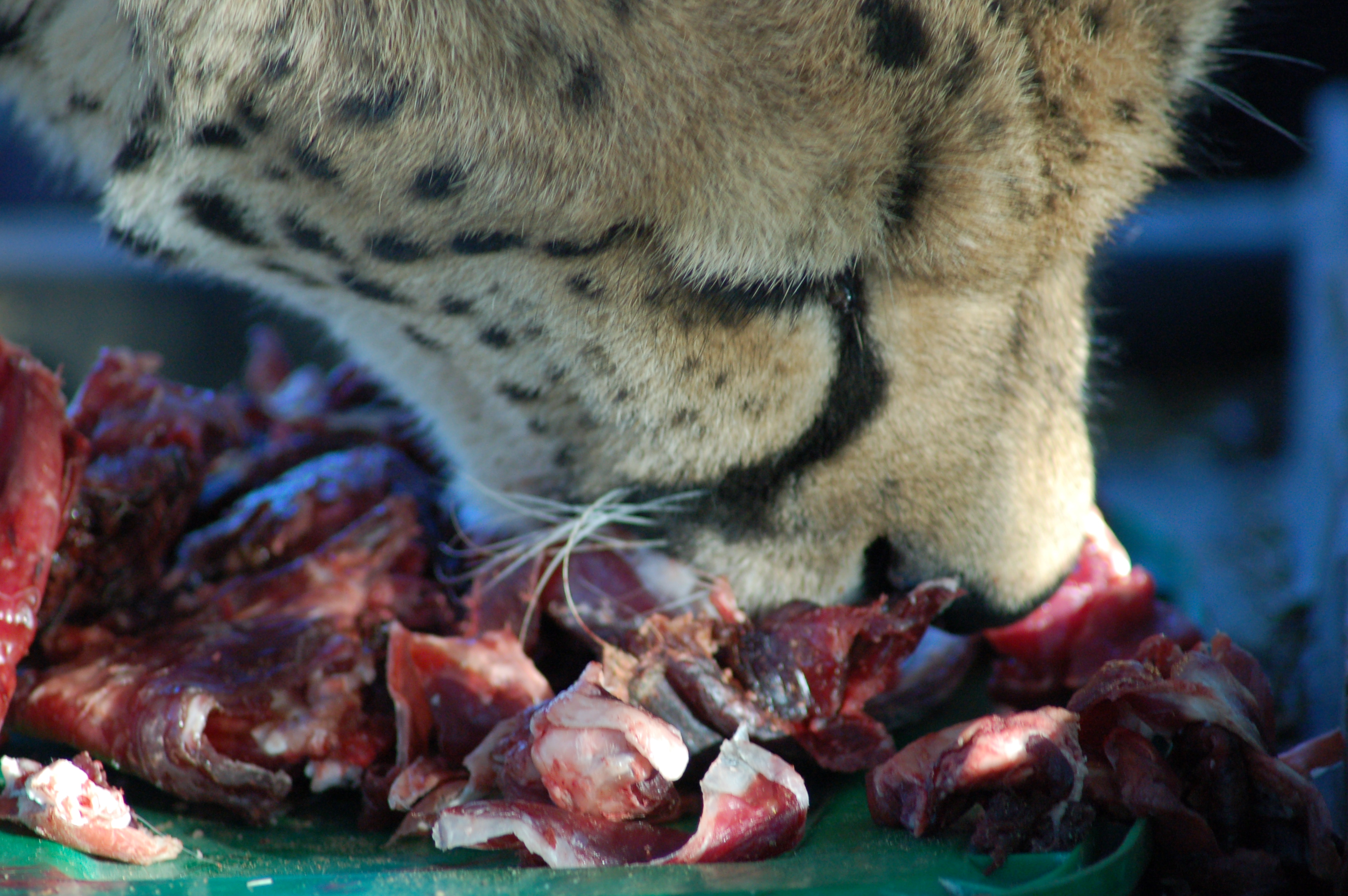

Đối với báo săn, hễ cứ mất đi một con linh dương là một thất thoát lớn cho con báo. Nó đốt ít nhất 2500 calo mỗi ngày và những bữa ăn bằng con linh dương cung cấp gần 5000 calo sẽ giúp nó cung cấp năng lượng trong vòng 02 ngày, nếu cuộc đi săn thất bại hoặc bị cướp mất mồi thì mức năng lượng của nó sẽ giảm xuống và để tồn tại thì báo săn phải hấp thụ nhiều năng lượng hơn số nó đã sử dụng. Khi mức năng lượng giảm đến 0 thì nó đang gặp nguy hiểm vì cơ thể nó phải bắt đầu đốt mỡ và cơ bắp để lấy năng lượng hoạt động và đốt lượng calo dự trữ của nó để bù đắp cho phần thiếu hụt đã tiêu tốn sau một cuộc rượt đuổi mà không có kết quả tốt, việc chạy nước rút làm nó tiêu tốn nhiều năng lượng nên nó phải thận trọng trong những chuyến săn lần sau để không thể tiêu tốn năng lượng nhiều hơn nữa. Về thể chất, khi không có thức ăn, con báo có thể cầm cự lâu như con người từ khoảng 5-6 ngày trước khi nó hoàn toàn kiệt sức. đồng thời nó còn phải trông chừng những kẻ săn mồi và phải tìm kiếm con mồi. điều này khiến cho báo săn không có thời gian rãnh rỗi, không có nhiều thời gian nghỉ ngơi, nó luôn phải sẵn sàng nó phải tìm thức ăn và tìm thật nhanh.
Đối với báo săn, không chỉ chịu thiệt thòi trong cuộc đấu tay đôi với các loài mãnh thú trên thảo nguyên châu Phi, mà báo săn còn là động vật săn mồi bậc thầy nhưng không phải là động vật khát máu và hung tợn, do bản năng tránh tranh chấp để giảm thiểu việc dính chấn thương làm nó trở nên nhát hơn so với các loài mèo lớn khác và đôi khi chính nó bị con muồi đánh trả hoặc xua đuổi. Những con linh dương lớn hoặc linh dương mẹ có thể tấn công lại và đuổi báo săn đi  có trường hợp ghi nhận một con linh dương Gemsbok mẹ đã đánh đuổi một đàn báo săn khi những con báo này, nó dùng sừng nhọn tấn công báo săn khi cả hai đang khống chế con con , thậm chí những con linh dương đầu bò còn non cũng có thể tấn công trở lại và đuổi báo săn đi. Bên cạnh đó báo săn còn phải tháo chạy trước sự to khỏe của các con linh dương đầu bò trong trường hợp bị báo săn tấn công, các con linh dương đầu bò có thể liều lĩnh chống trả và đuổi báo săn đi  ngay cả những động vật nhỏ hơn như cáo tai dơi nếu liều lĩnh và dữ tợn trong cuộc đối đầu với báo săn cũng khiến cho báo phải bỏ chạy ngay cả khi đã rượt và bắt được

## Sinh trưởng
Những con báo cái trưởng thành trong khoảng 20 đến 24 tháng và những con báo đực khoảng mười hai tháng. Sau 21-22 tháng tuổi, báo cái sẽ trưởng thành và có thể sinh sản. Báo săn cái là loài khá lăng nhăng về tình dục và quan hệ giao phối và thường mang một đàn con của nhiều con đực khác nhau  Chúng có thể giao phối bất kì thời gian nào trong năm, nhưng mùa khô sẽ là lựa chọn thích hợp nhất. Báo săn là những bà mẹ tuyệt vời với đàn con của mình và nó là một bà mẹ đơn thân, từ khi mang thai và đang nuôi con, báo cái lại thích làm bà mẹ đơn thân hơn là gia nhập một đại gia đình lớn để được bảo vệ. Sau khoảng 18 tuần tuổi, báo mẹ rời bỏ báo con. Những báo săn đực sống với nhau và giúp nhau săn mồi. Khi trưởng thành, các con đực có thể nhóm lại với nhau, thường là với anh em của chúng trong cùng một lứa, khoảng 41% co đực trưởng thành sống đơn độc, 40% sống theo cặp và 19% là một bộ ba. Còn báo cái thì bỏ đi và sống một mình.

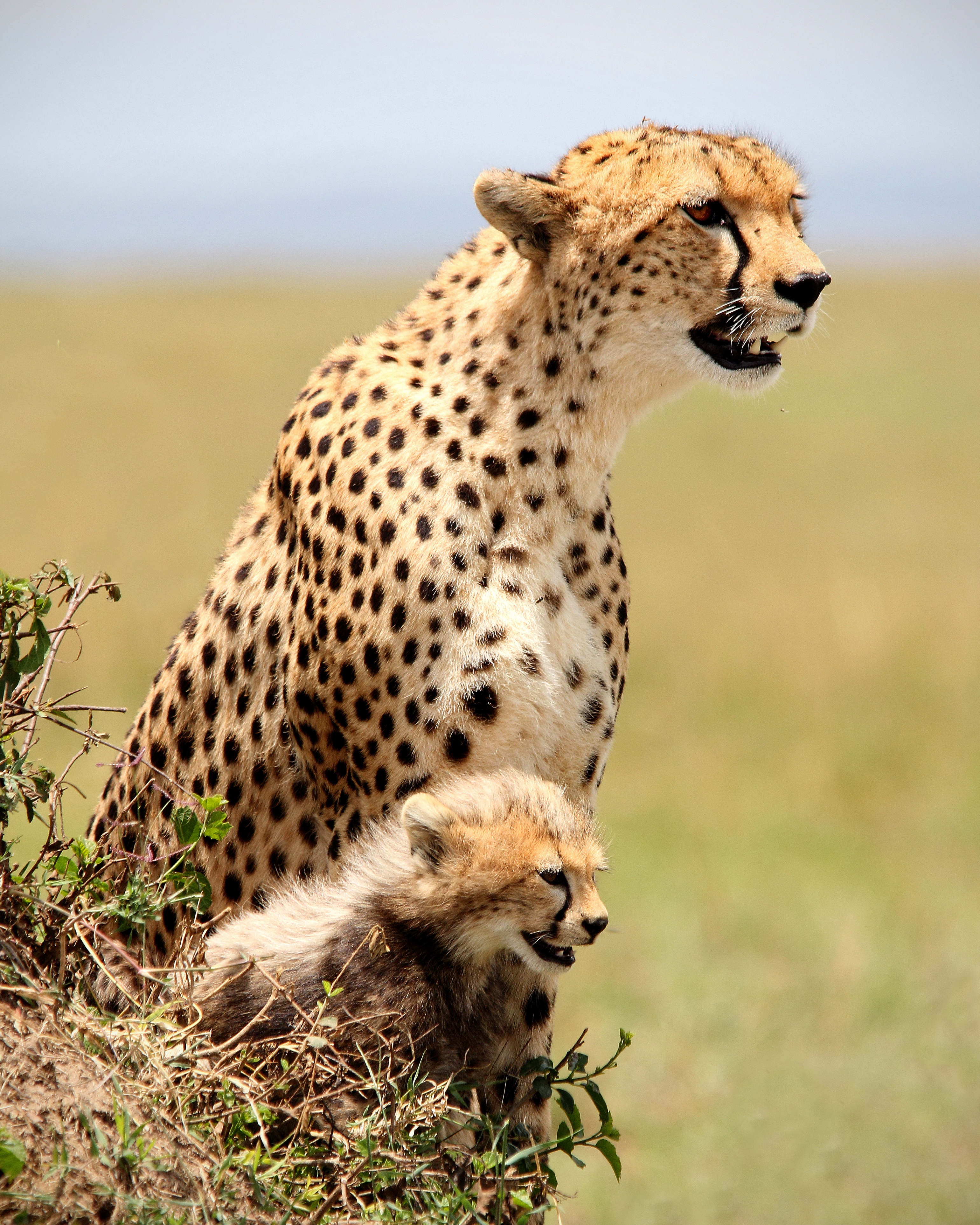
Báo săn và con

Mỗi lứa, báo săn mẹ đẻ từ 3 đến 5 báo con, khi mới sinh, báo săn con có một mớ lông ở sau gáy. Mớ lông này giúp chúng ngụy trang trong các đám cỏ khi báo săn mẹ đi săn. Giai đoạn này, tất cả đều ở với mẹ trong vòng 1-2 năm đầu cho đến khi tự lập. Báo săn con thường quấn quýt lấy mẹ trong khoảng 3 tháng đầu, khi âu yếm các con, báo mẹ cũng rên hừ hừ giống như mèo. Sau khi trưởng thành một chút, chúng được thả tự do ra một chút để bắt đầu học kỹ năng săn bắt tự lập từ mẹ. Khoảng 6 tuần tuổi, báo săn con bắt đầu học săn mồi cùng với mẹ. Báo mẹ chỉ có thể bảo vệ đàn con và dạy cho chúng những kỹ năng săn mồi.
Báo mẹ sẽ chuẩn bị một số điều kiện để giúp báo con bước vào thế giới tự nhiên thật vững vàng. Những chú báo con đã 5 tuần tuổi nhưng vẫn còn bú vú mẹ. Sau đó, chúng sẽ được thử qua các bữa ăn có thịt. Trong những tháng tiếp theo chúng sẽ được học cách nhai và săn mồi. Mục tiêu đầu tiên của chúng là heo rừng con. Lúc này, báo con đã thực sự trở thành loài ăn thịt rất đáng sợ. Chúng còn phải học cách bảo vệ thành quả của mình trước những đối thủ đầy tiềm năng. Khi tóm bắt được con mồi, báo mẹ phải đảm bảo là nó vẫn còn sống để thú con học hỏi toàn bộ quá trình giết chết con mồi như thế nào. Khi thú con học cách xé con mồi ra thành từng miếng nhỏ thì báo mẹ luôn cảnh giới xung quanh để đảm bảo cho con mình luôn được an toàn. Những chú báo con luôn thể hiện bản chất của những kẻ hiếu chiến. Bản lĩnh sẽ quyết định con nào trở thành kẻ thống trị trong tương lai. Theo bản năng, chúng biết rằng phải cắn thật sâu vào cơ thể heo rừng mới có thể xé được thịt.
Báo săn mẹ thường dấu các con ở trong các đám cỏ cao, rậm rạp để tránh sư tử và linh cẩu, Với báo mẹ, mối nguy hiểm thực sự không phải là bị giết mà là bị mất các con. 95% báo con chết trước khi trưởng thành, do linh cẩu hoặc sư tử giết chết . Báo mẹ thường đối phó bằng cách di chuyển liên tục, để kẻ thù không thể biết chúng ở đâu. Mặt khác, Báo săn là những bà mẹ đơn thân do đó nếu nó phải rời xa những đứa con nó trong những chuyến săn mồi thì nó có nguy cơ lạc mất đàn con. Đối với những con báo mẹ khi mải săn mồi chúng có thể vượt quá tầm kiểm soát đối với những con con, mùi của chúng có thể vượt quá tầm kiểm soát của báo mẹ nó phải gọi những con con để bảo vệ, trên thảo nguyên châu Phi có nhiều loài như sư tử, linh cẩu luôn thừa cơ cội giết chết báo, chúng làm vậy không phải vì món ăn ưa thích của chúng mà nhiều thú săn mồi khác giết báo con nhưng không ăn vì những gì chúng đang làm là hạn chế đối thủ cạnh tranh trong khu vực đang sinh sống, rất nhiều đối thủ tàn ác đang ở xung quanh cho nên nó phải giấu con của nó chứ không được phơi bày ra ngoài.
Chỉ có 10% báo con có thể sống sót được trên 01 tuổi và năm đầu tiên là những năm khó khăn nhất đối với báo mẹ và đôi khi báo mẹ phải bị đặt trước sự lựa chọn ra ngoài săn mồi hay ở lại bảo vệ đàn con khỏi những nguy hiểm rình rập. Khi nó tách rời những đứa con của nó, nó sẽ kêu lên như chim những con thú ăn thịt lớn quen với những tiếng gầm và những âm thanh đặc trưng của loài mèo do đó khi báo phát ra những âm thanh như loài chim, linh cẩu sẽ không chú ý vì nghĩ rằng chỉ là một con chim mà thôi. Không giống như thật con mèo lớn của phân họ Pantherinae, báo săn có thể cất tiếng kêu rì rầm nhưng không thể gầm được. Báo săn vẫn được coi là nhỏ nhất của những con mèo lớn Khi một con linh cẩu uy hiếp đàn con báo mẹ sẽ cố gắng chống lại, dọa dẫm và có thể đuổi được con linh cẩu đi, chúng có thể dọa và đuổi linh cẩu đi trong khi linh cẩu là một mãnh thú lớn hơn, khỏe hơn, nguy hiểm hơn và là một chiến binh giỏi hơn, thậm chí đàn linh cẩu đã phải đối mặt với sự chống trả quyết liệt của báo mẹ.

## Nguy cơ
Từ thời các vua chúa, báo săn đã được săn bắt và được dùng để bắt các con vật khác. Nhiều nhà giàu đã lấy báo săn làm động vật nuôi trong nhà. Những người Ai Cập cổ đại từng nuôi nhốt báo săn như thú cưng nhưng loài mèo khổng lồ này không thể sinh sản nếu thiếu các nghi thức giao phối cầu kỳ, kể cả việc chạy sóng đôi với nhau một quãng dài. Do đó, con người không có ý định thuần hóa rộng rãi báo săn.
Nhưng hiện nay, do con người săn bắn quá nhiều mà báo săn không sinh đẻ kịp nên số lượng báo đã giảm đi nhiều so với những năm trước. Theo thống kê, năm 1960 lượng báo săn còn khoảng 5.500 con, hiện nay chỉ còn có 700 con và sống chủ yếu ở Cộng hòa Trung Phi, Chad hay Ethiopia. Hiện nay, các vùng đất rộng bị thu hẹp thành đất canh tác. Do vậy, báo săn được dồn vào các khu bảo tồn. Nhưng các khu bảo tồn lại không có đất rộng và báo săn phải cạnh tranh với sư tử và linh cẩu nên báo mẹ rất khó sinh con.
Tại miền Nam châu Phi, báo săn lúc săn mồi thường bắt cả gia súc. Để bảo vệ tài sản của mình, chủ trang trại buộc phải nổ súng. Số lượng báo săn chết trước nòng súng của chủ trang trại tăng nhanh một cách đáng lo ngại, khiến các nhà khoa học phải áp dụng một biện pháp dung hòa: chó bảo vệ. Khoảng 20 năm trước, mỗi năm chủ trại Namibia bắn khoảng 800-900 báo săn. Giờ đây, con số này đã giảm xuống chỉ còn 200 con nhờ chương trình chó bảo vệ. Báo săn chỉ đi săn mồi ban ngày và không tấn công người, chính vì vậy chúng rất dễ bị bắn hạ. Trong những năm 1980, số lượng báo giảm sút nhanh chóng đến mức nếu không được can thiệp kịp thời, chúng sẽ bị đẩy đến bờ vực tuyệt chủng. Một số người có nuôi chó chăn cừu; nhưng khi nhìn thấy báo, lũ chó thường bỏ chạy, càng kích thích bản năng săn mồi của báo, khiến cho số lượng gia súc bị giết càng nhiều hơn.
Loài báo từ trước đến nay bị săn đuổi bởi vì nhiều nông dân tin rằng chúng ăn gia súc. Khi loài báo đã bị đe dọa, nhiều chiến dịch đã được đưa ra để cố gắng giáo dục nông dân và khuyến khích họ để bảo tồn loài báo. Bằng chứng gần đây cho thấy loài báo sẽ không tấn công và ăn gia súc nếu họ có thể tránh làm như vậy, vì báo săn chỉ ưa thích các con mồi ngoài thiên nhiên. Tuy nhiên, họ không có vấn đề với bao gồm đất nông nghiệp như một phần lãnh thổ của họ, dẫn đến xung đột.
Trong điều kiện nuôi nhốt có ghi nhận trường hợp báo săn tấn công người, xảy ra trong một công viên hoang dã ở Nam Phi. Nạn nhân thoát chết khi Bị hai con báo săn vật lăn ra đất, máu chảy đầm đìa quanh đầu và cổ, chúng vật ngã xuống đất và cắn tới tấp vào chân và đầu, ban đầu khi nạn nhân đang vuốt ve mấy con báo thì chúng bắt đầu bắt đầu tấn công một bé gái 8 tuổi, chúng lao vào cào chân một cô bé, rồi sau đó lại quay sang đến cậu em 7 tuổi đang cố trốn chạy. Khi bà tiến lại can thiệp thì lập tức chúng chồm lên từ phía sau, và một con nữa vật bà xuống đất. Người quản lý lôi một con báo đi thì một con khác nhảy vào, ghìm cô xuống đất và cắn chân người phụ nữ này.

## Hình ảnh

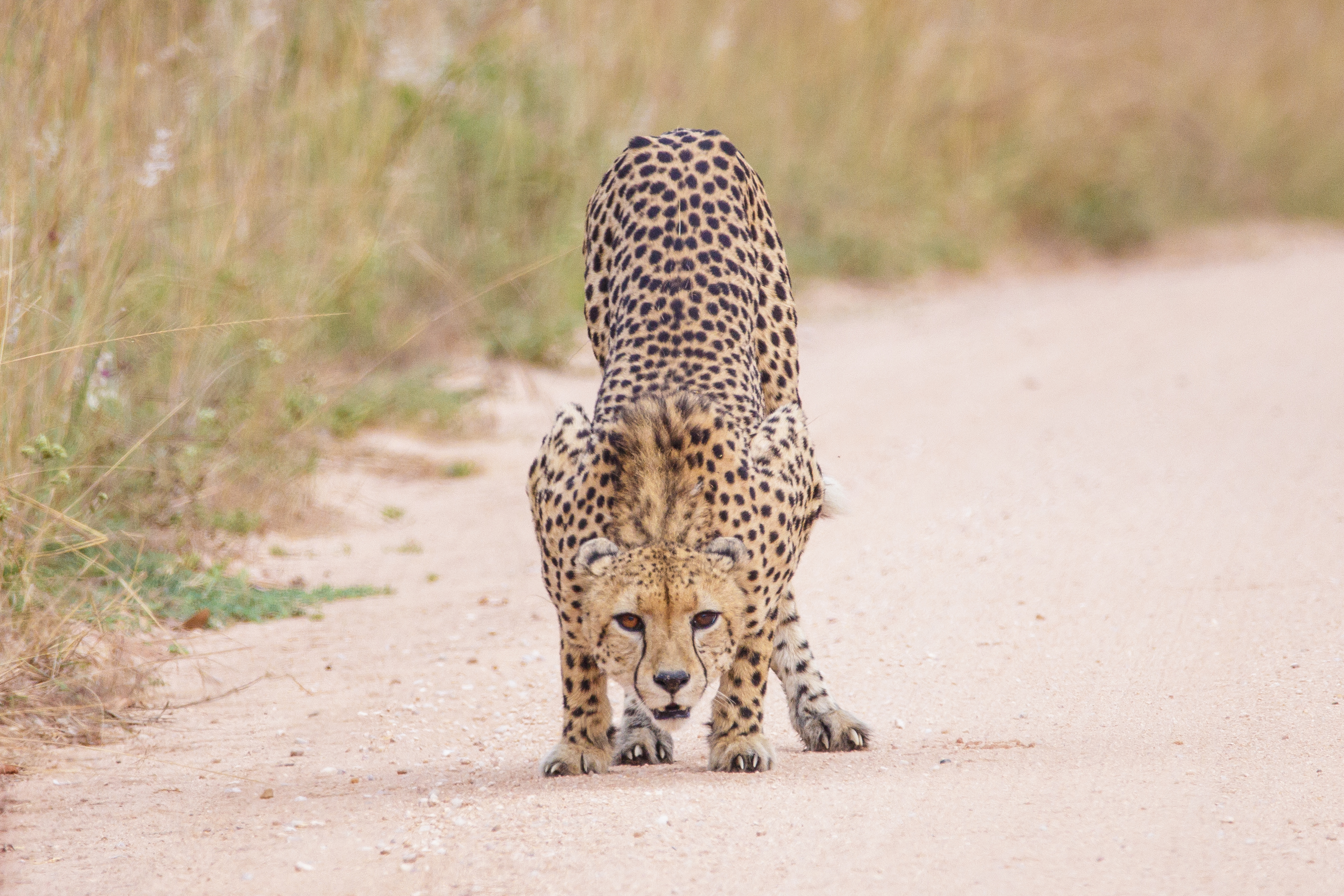
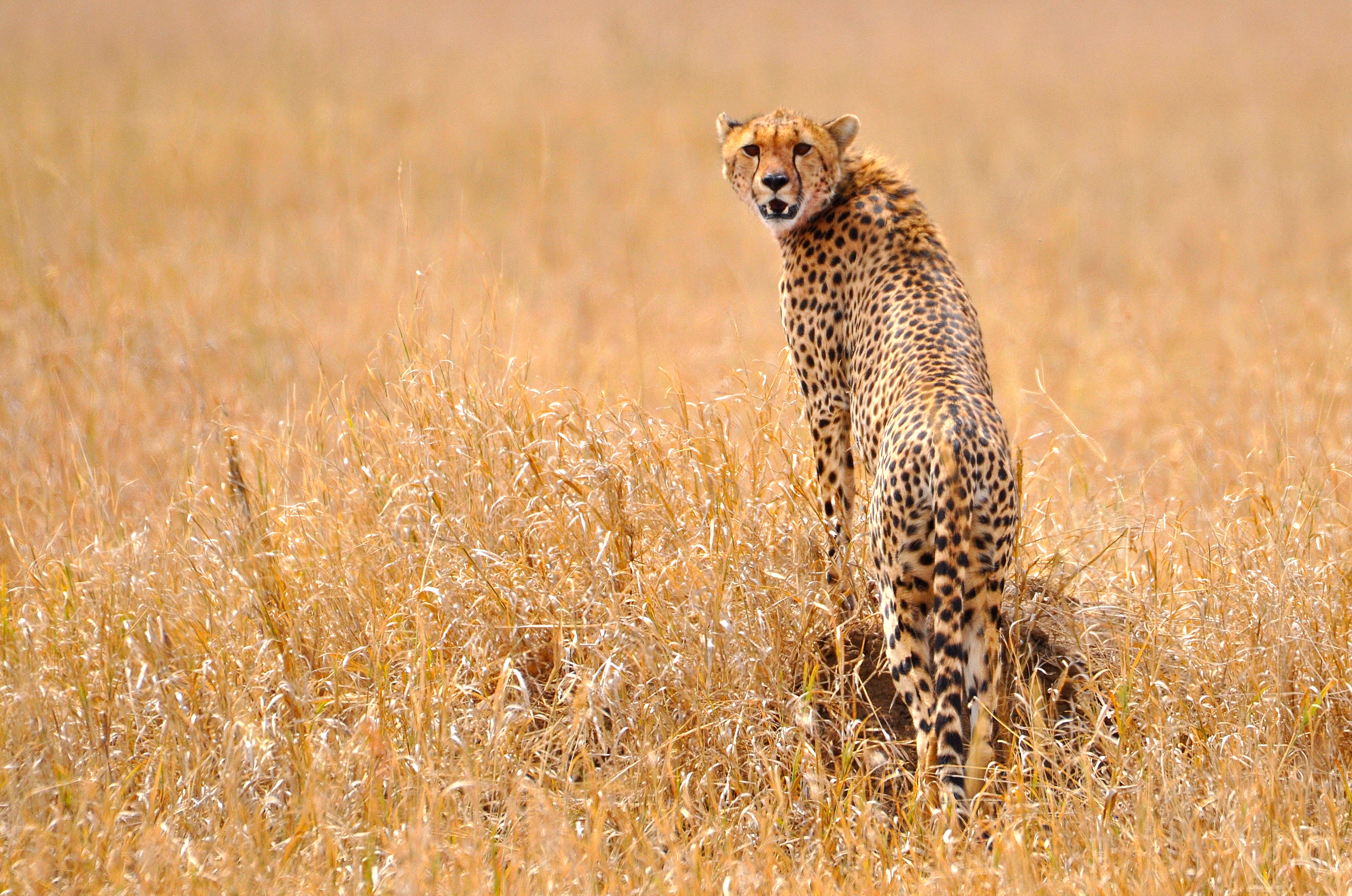
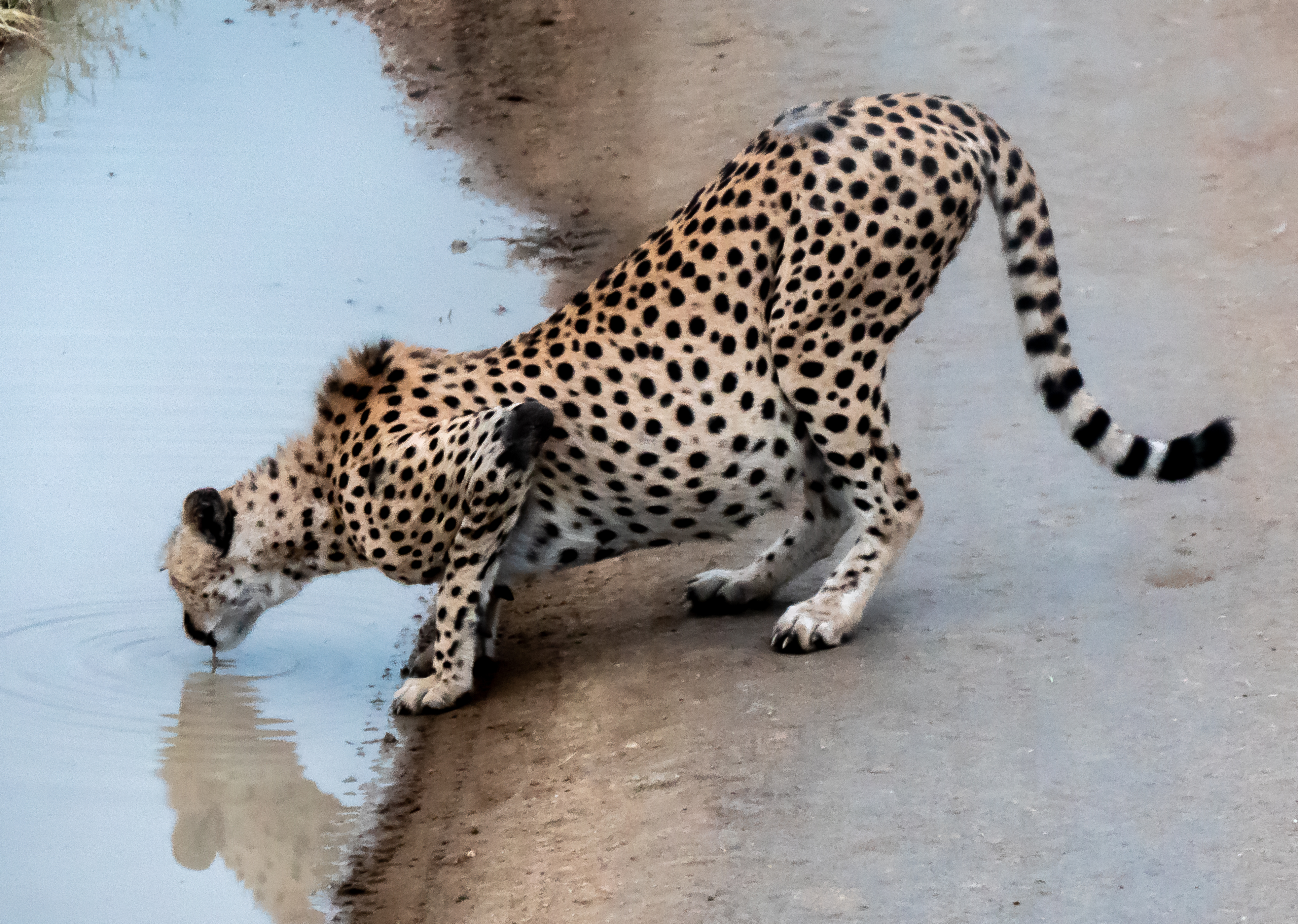
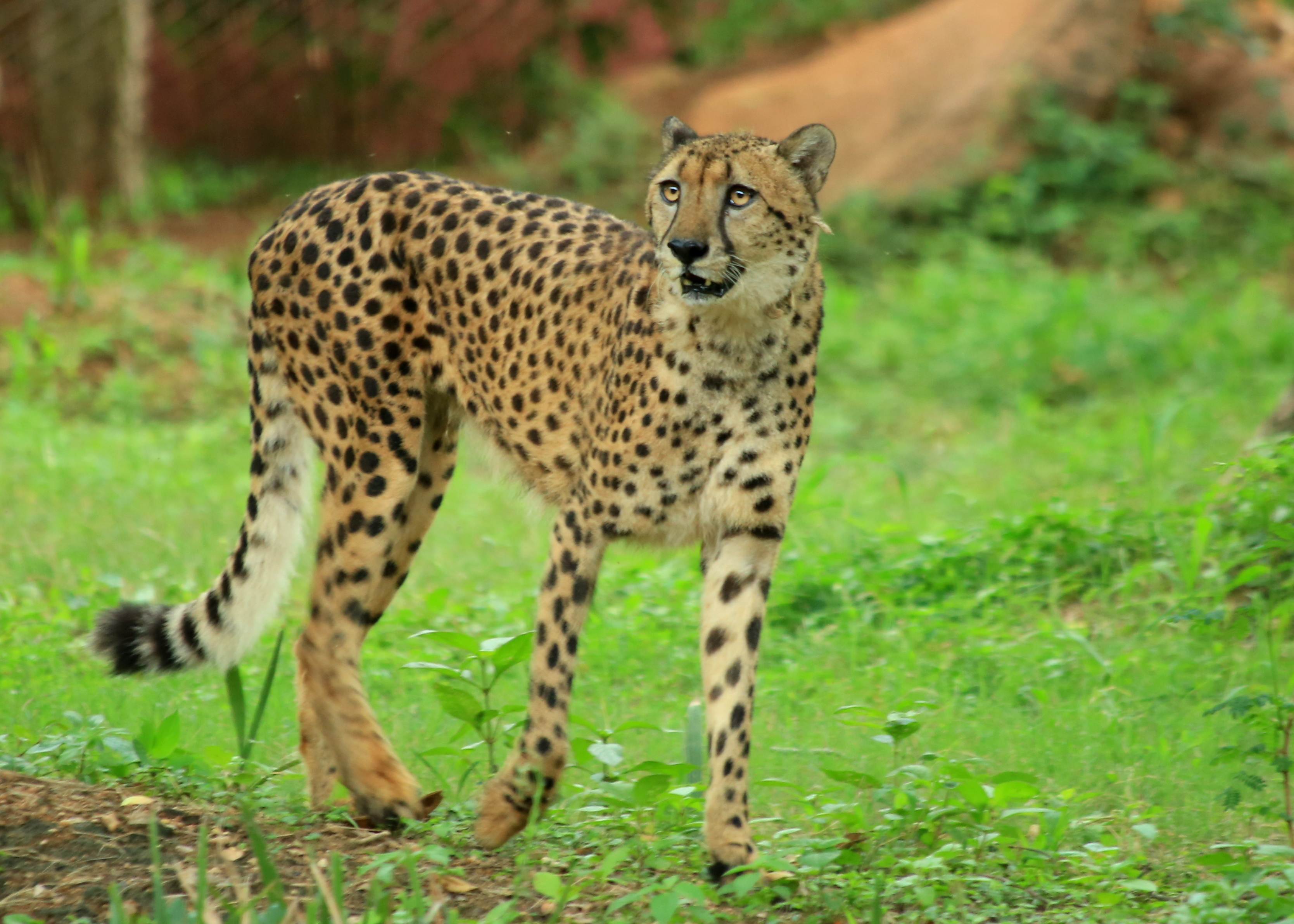
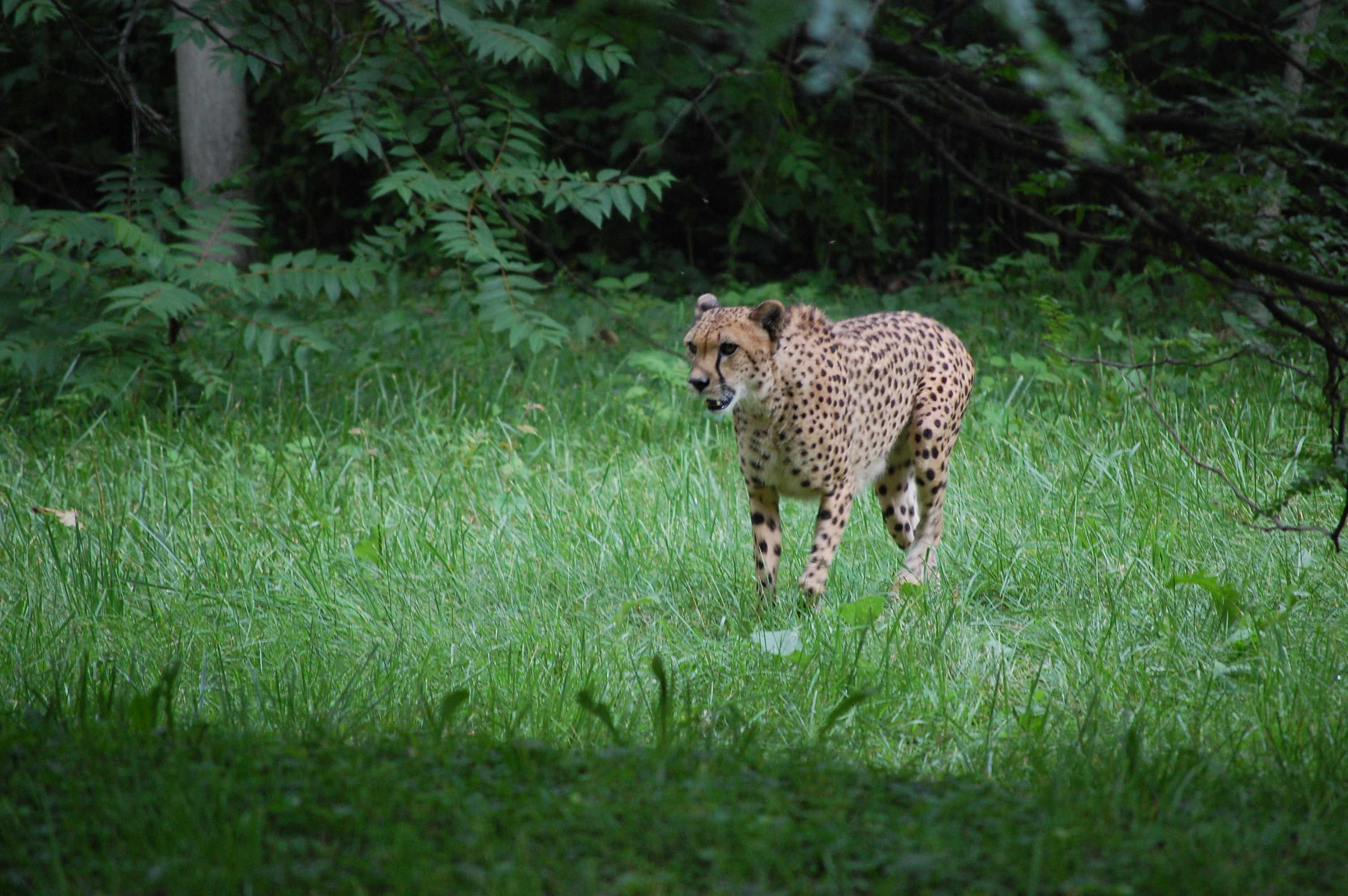
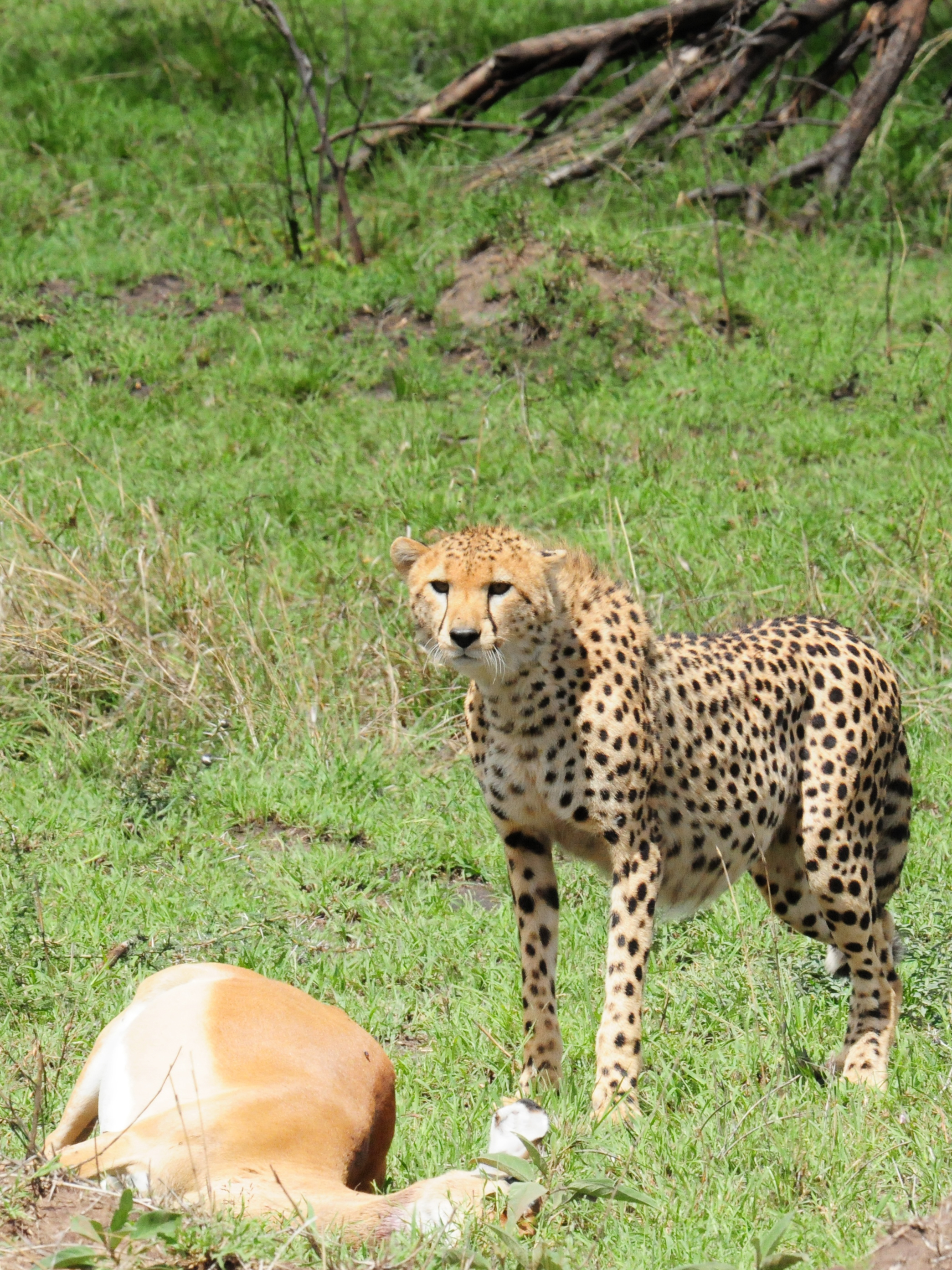